# Pivo
Pivo je kvašený alkoholický nápoj, jeden z nejstarších alkoholických nápojů na světě, nejrozšířenější alkoholický nápoj a třetí nejoblíbenější nápoj po vodě a čaji. Pivo se vyrábí vařením a kvašením škrobů z obilných zrn – nejčastěji ze sladového ječmene, používá se však také pšenice, kukuřice, rýže a oves. Kvašením škrobových cukrů v mladině vzniká etanol a nasycení oxidem uhličitým (karbonizace). Většina moderních piv se vaří s chmelem, který dodává hořkost a další příchutě a působí jako přírodní konzervační a stabilizační činidlo. Místo chmele se mohou přidávat nebo používat i jiné aromatické látky, například gruit, byliny nebo ovoce. V komerčním pivovarnictví se přirozené sycení často nahrazuje nuceným sycením.
Je nemožné určit místo, kde bylo uvařeno první pivo. Jako země původu se uvádí Mezopotámie, a to přibližně již v 7. tisíciletí př. n. l. Je však možné, že tamější Sumerové připravovali pouze kvas. Už babylonský Chammurapiho zákoník z 2. tisíciletí př. n. l. obsahoval zákon týkající se jeho výroby a distribuce. Způsob připravování piva s chmelem pochází z německo-francouzské oblasti z 9. století. Chmelené pivo bylo dále zdokonaleno v Českých zemích ve 13. století, celková kvalita se výrazně zlepšila. V polovině 19. století přišla průmyslová výroba piva.
Pivo se distribuuje v lahvích a plechovkách a je také běžně k dostání točené, zejména v hospodách a barech. Pivovarnický průmysl je globálním obchodní sektor, který tvoří několik dominantních nadnárodních společností a mnoho tisíc menších výrobců od malých řemeslných pivovarů až po regionální pivovary. Objemový obsah alkoholu v moderním pivu se obvykle pohybuje kolem 4 až 6 %.
Pivo je součástí kultury mnoha národů a je spojeno se společenskými tradicemi, jako jsou pivní slavnosti, a také s aktivitami, jako jsou pivní maratony (obcházení hospod), hospodské kvízy a hospodské hry. Na území Česka se jedná o nejkonzumovanější alkoholický nápoj a zároveň je zde největší roční spotřeba na osobu (128 l).
Pivo a umění jeho vaření jsou po celém světě považovány za jakýsi identifikační znak a v České republice je považováno za podstatnou součást kultury a jeden z národních symbolů.

## Etymologie

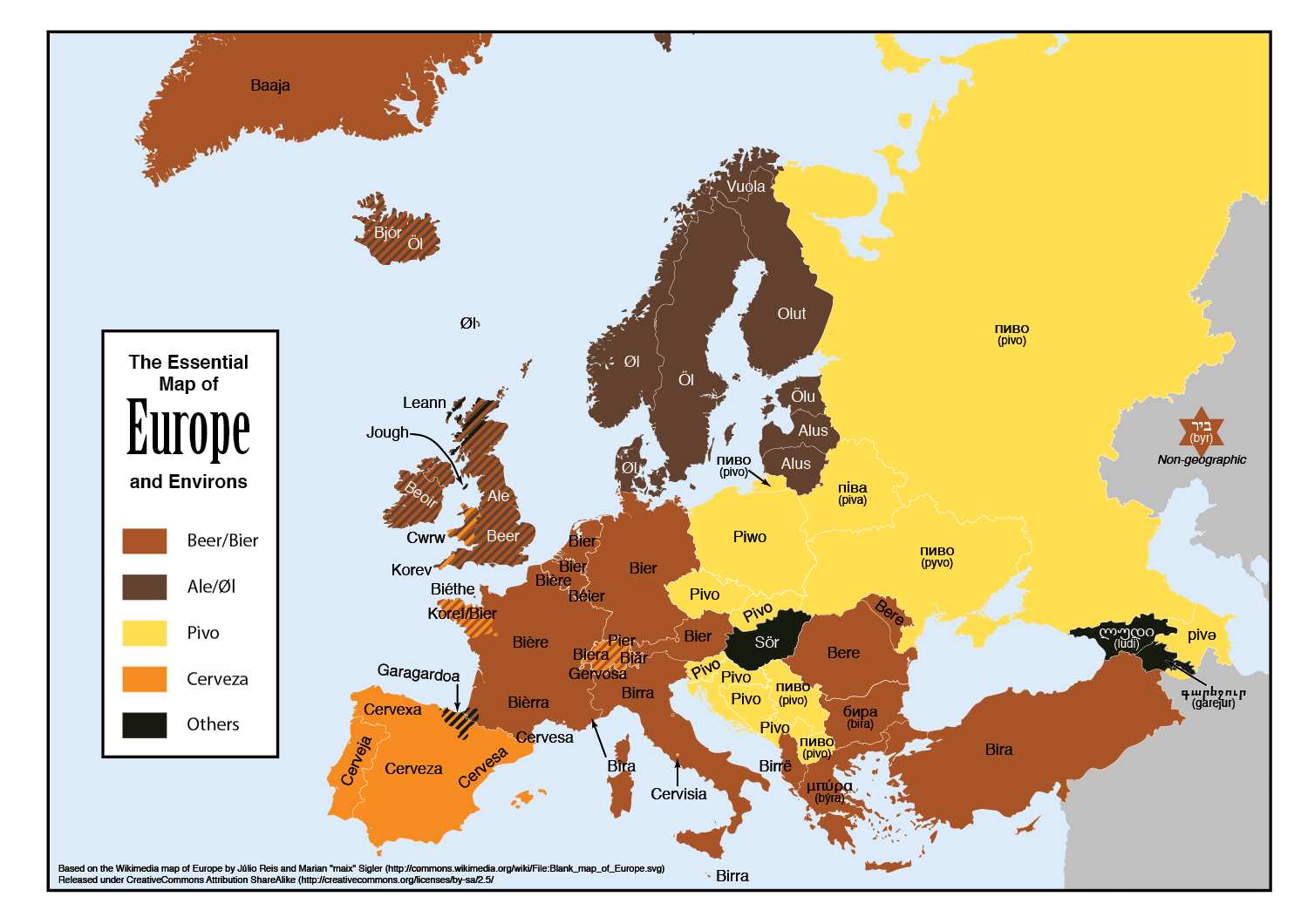
Etymologicky příbuzné názvy pro pivo používané v evropských zemích

Slovo pivo pochází ze stejnojmenného praslovanského slova pivo, které znamená pití, nápoj. Stejně je tomu v mnoha slovanských jazycích: běloruština: піва, bosenština, chorvatština, slovenština, slovinština: pivo, makedonština, ruština, ukrajinština: пиво, polština: piwo. Praslovanské slovo *pivo vzniklo z praslovanského slovesa *piti, které znamenalo pít (z indoevropského *pō(i)-: *pī-) s přidáním přípony -vo.
Postupem času se původní význam „pití, nápoj” zúžil na druh nápoje získaného kvašením ze sladu, chmele, kvasnic a vody, čímž se vytratil praslovanský název pro pivo olь[/olъ, které je doloženo v staroslověnské ruské redakci a staroruském olъ - σίκερα, slovinském ôl, genitiv ôla//olû (podmět na –u), se stopami v dalších slovanských jazycích, např. bulharské nářeční slovo olovina // alovina – „nápoj podobný pivu, vyráběný z různých druhů obilí, nejčastěji pšenice“. Tato slova, stejně jako litevské alùs "pivo", staroseverské ǫl a staroanglické ealu, pocházejí z pragermánského *aluth, a to zase snad z praindoevropského *h₂elud- s významem hořký. V angličtině se slovo nakonec vyvinulo v ale. Pro tehdejší Anglosasy byly pravděpodobně výrazy ale a beer synonymní, i když se časem objevily určité lokální rozdíly.
Anglické slovo beer je odvozeno ze staroanglického bēor a do 15. století se moc často neužívalo. Původ slova je nejistý, ale mnoho slov stejné etymologie s významem pivo se vyskytuje v řadě germánských, románských a dalších jazyků: albánské birrë, bretonské a nizozemské bier, bulharské бира, francouzské bière (slovo bylo plně přejato až v 16. století, dříve používaný výraz pro pivo byl cervoise), německé Bier, rumunské bere, italské birra. Podle jedné z hypotéz je slovo odvozeno od raně středověkého podstatného jména biber, což znamená „nápoj“, které zase vzniklo z latinského bibere – „pít“.
V klasické latině se pivo označovalo slovem cervesia nebo cervisia a bylo převzato z gaelštiny. Od něj jsou odvozena slova v některých románských jazycích: ve španělštině cerveza, katalánštině cervesa, portugalštině cerveja. Slad je podstatné jméno utvořené z praslovanského *soldь, což znamená „něco sladkého, sladký“.

## Charakteristika
Pivo je tradičním a populárním nápojem, řadí se mezi alkoholické nápoje s relativně nízkým obsahem alkoholu (30–50 g v jednom litru). Kromě alkoholu obsahuje pivo také přibližně 2 000 dalších látek. Obsahuje významné množství vody, takže se jedná o výrazně zavodňující nápoj, dále obsahuje také sacharidy v podobě „rychlých kalorií“, bílkoviny, hořké látky chmele, polyfenolické sloučeniny, oxid uhličitý, vitamíny a minerální látky.
Kombinace těchto složek dává fyziologicky vyrovnaný roztok, který je v rovnováze s osmotickým tlakem krve. Významné je zastoupení minerálů v pivu, kde se nachází kromě draslíku a sodíku, které jsou zde v příznivém poměru, také chloridy, vápník, fosfor, hořčík a křemík. Z vitamínů obsažených v pivu jsou nejvýznamnější vitaminy skupiny B – thiamin (vitamin B1) (3 % denní spotřeby v jednom litru piva), riboflavin (vitamin B2) (20 %), pyridoxin (vitamin B6) (31 %), niacin (45 %) a kyselina listová (52 %). Jeden litr piva obsahuje přibližně 400–500 kilokalorií představujících přibližně 20 % denní spotřeby, což je méně než má například jablečná šťáva, a 200 mg biologicky aktivních látek.
Pivo je možno používat jako nápoj vhodný k utišení žízně, ale též pro jeho nutriční hodnotu, především vhodnou vyváženost iontů a minerálních látek, vitaminů a polyfenolů (flavonoidů) s antioxidačním účinkem, který ovšem nemusí být pozitivní. Příznivé účinky piva na lidský organismus se mohou projevit při jeho střídmé konzumaci, kdy nepřevažují negativní účinky alkoholu. Ovšem i střídmé pití však pravděpodobně škodí, protože studie jsou často ovlivněny vlivy systematických chyb, kdy do skupiny abstinentů například spadají lidé, kteří nepijí ze zdravotních důvodů. Pivo obsahuje hořké chmelové látky, které mají pozitivní vliv na sekreci žluči, která přímo podporuje trávení. Současně výrazně podporuje chuť k jídlu, což může při nestřídmé konzumaci pokrmů vést k nárůstu tělesné hmotnosti. Hořká chuť ale lidem neimponuje. Čím vyšší obsah flavonoidů pocházejících z obilnin a chmelu pivo obsahuje, tím vyšší je jeho antioxidační účinek. Obsah flavonoidů zvyšujeme delší a intenzivnější extrakcí sladu, zvýšením množství sladu, resp. přidáním sladu nebo výtažku z dalších obilnin a obilovin, u bylinných a ovocných piv rovněž z bylin a ovoce. Z různých druhů ovoce nejvyšší antioxidační účinky mají flavonoidy ostružin a malin. Barvení kulérem (karamelem) nebo pražením sladu je sice pro pivo charakteristické, avšak antioxidační hodnotu piva nezvyšuje. Ovšem ovocné šťávy (nebo přímo samotné ovoce) obsahují větší počet flavonidů, aniž by obsahovaly alkohol.
Konzumace piva může vést k rozvoji alkoholismu s poškozením zdraví. Avšak nejen alkohol, ale jiné látky dlouhodobou konzumací způsobují především tato onemocnění a zvýšenou úmrtnost: cirhózu jater, kolorektální karcinom, karcinom prsu, diabetes mellitus a další.[zdroj?]
Podle IARC je každý alkoholický nápoj považován za prokázaný karcinogen.

### Obsah alkoholu
Pivo může obsahovat od 0,5 do cca 20 procent alkoholu, v českých pivech je alkoholu nejčastěji mezi 4–6 %.
| stupeň         | nealkoholické | radler   | 8°       | 10°        | 11°        | 12°        | speciální piva |
| podíl alkoholu | ~0.5 %        | ~1,5–2,5 | ~3–3,4 % | ~3,5–4,5 % | ~4,6–4,8 % | ~4,9–5,3 % | ~5,5 a více    |

Lidské tělo je schopno odbourávat alkohol dle individuálních měřítek, které záleží na hmotnosti, pohlaví, zdravotním stavu, stupni únavy a dalších faktorech. Doba, za kterou se z těla odbourá alkohol uvolněný po konzumaci piva, se dá jen nepřesně odhadovat. Orientačně se občas uvádí čas okolo 2 hodin a 10 minut pro 80 kg vážícího muže u 10° piva a 3 hodiny a 50 minut u ženy o hmotnosti 60 kg. Pro 12° pivo se pak uvádí při stejných fyziologických parametrech doba 2 hodiny a 50 minut respektive 4 hodiny a 30 minut. Jedním ze základních faktorů schopnosti odbourávat alkohol je enzym ADH – alkoholdehydrogenáza. Tento enzym však některým národům úplně chybí (eskymáci, indiáni, některé asijské národy).

## Složení
Základními složkami piva jsou voda, zdroj škrobu, jako je sladový ječmen nebo sladová kukuřice (např. při výrobě piva Tiswin a Tesgüino), který se může zcukřit (přeměnit na cukry) a následně zkvasit (přeměnit na etanol a oxid uhličitý), pivovarské kvasinky (v provozní praxi nazývají „kvasnice“), které způsobují kvašení, a aromatické látky, jako je chmel. Může být použita směs zdrojů škrobu, přičemž sekundární zdroj sacharidů, jako je kukuřice, rýže, pšenice nebo cukr, se často označuje jako přídavek, zejména pokud se používá vedle sladového ječmene. Mezi méně rozšířené zdroje škrobu patří proso, čirok a kořen manioku v Africe, brambory v Brazílii a agáve v Mexiku a další. Množství jednotlivých zdrojů škrobu v receptuře piva se souhrnně nazývá zrno.

### Voda
Voda je hlavní složkou piva, tvoří 93 % jeho hmotnosti. Ačkoli je voda sama o sobě v ideálním případě bez chuti, její obsah rozpuštěných minerálů, konkrétně hydrogenuhličitanových iontů, ovlivňuje výslednou chuť piva. Díky minerálním vlastnostem vody v jednotlivých regionech byly určité oblasti původně výhradními producenty určitých druhů piva, které se dají identifikovat podle regionálních charakteristik. Podle regionální geologie je tvrdá voda v Dublinu vhodná pro výrobu piva typu stout, jako je Guinness, zatímco měkká voda v Plzeňském kraji je ideální pro vaření piva plzeňského typu (světlý ležák), jako je Prazdroj. Voda v anglickém Burtonu obsahuje sádrovec, který prospívá výrobě světlého piva do té míry, že pivovarníci světlých piv přidávají sádrovec do místní vody v procesu známém jako burtonizace.

### Slad

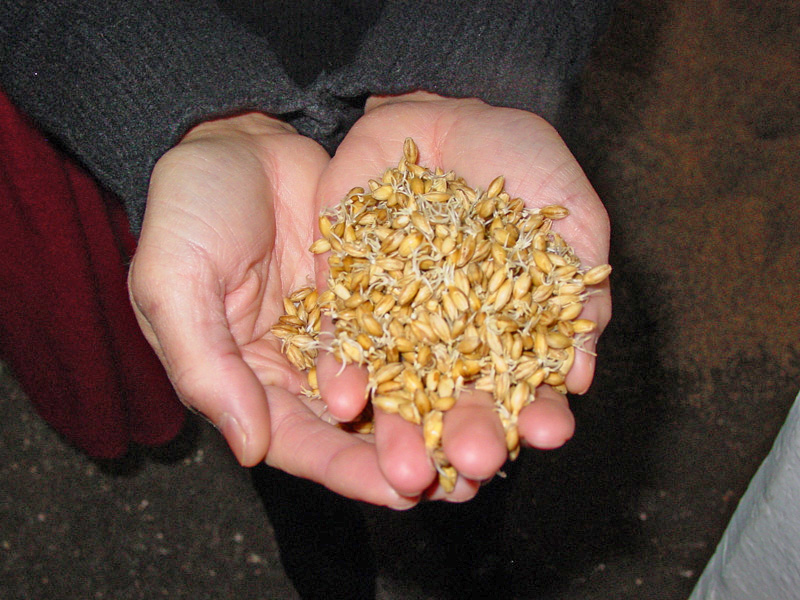
Slad

Zdroj škrobu, označovaný jako "rmutové složky", v pivu poskytuje zkvasitelný materiál a je klíčovým faktorem určujícím sílu a chuť piva. Nejběžnějším zdrojem škrobu používaným v pivu je sladové obilí. Obilí se sladuje tak, že se namočí do vody, nechá se začít klíčit a částečně naklíčené zrno se pak suší v sušárně. Při sladování obilí vznikají enzymy, které přeměňují škroby v obilí na zkvasitelné cukry. Pro výrobu různých barev sladu ze stejného obilí se používají různé doby a teploty pražení. Z tmavších sladů vznikají tmavší piva. Téměř všechna piva obsahují ječný slad jako většinu škrobu. Je to proto, že jeho vláknitá slupka zůstává při mlácení připojena k zrnu. Po sladování se ječmen mele, čímž se konečně odstraní slupka a rozdrtí se na velké kousky. Tyto kousky zůstávají se zrnem během rmutování a slouží jako filtrační lůžko při scezování, kdy se sladká mladina odděluje od nerozpustného materiálu zrna. Mohou se používat i jiná sladová a nesladová zrna (včetně pšenice, rýže, ovsa a žita, méně často kukuřice a čiroku). Některé pivovary vyrábějí bezlepkové pivo z čiroku bez ječného sladu pro ty, kteří nemohou konzumovat obiloviny obsahující lepek, jako je pšenice, ječmen a žito.
Příprava sladu probíhá ve sladovnách, kde je sklizené obilí v případě světlého sladu nejprve přibližně po 3 dny máčeno v měkké vodě, aby se dosáhlo toho, že zrna vstřebají přibližně 45 % své váhy vody. Následně je rozloženo ve vrstvě silné mezi 10 a 15 cm a nechává se naklíčit. V průběhu klíčení se zrno několikrát obrací. Klíčení zrna končí v době, kdy klíček dosahuje přibližně ¾ délky zrna. Vzniká tak zelený slad, který podstupuje několik fází sušení nejprve o teplotě 35, pak 50 a 60 °C, na závěr se provádí závěrečná fáze sušení za stálého větrání, kdy se pohybuje teplota mezi 75–80 °C. Kvalitní sladovnický ječmen po vysušení obsahuje 62–65 % škrobu v sušině. Nejnižší teplotou sušený světlý slad je vyráběn v Česku pro piva plzeňského typu. Při použití vyšší teploty se získává slad vhodný pro výrobu piva pale ale malt či alternativního pojmenování „vídeňského“ typu. Pokud je použitá teplota ještě vyšší, vzniká slad pro bavorský typ. Při nárůstu teploty následuje tmavý slad zbarvený do hnědé až karamelové barvy, užívaný pro výrobu tmavých piv. Malá část sladu se také praží ve speciálních pražících bubnech a je následně využívána k dochucení tmavých piv. Tímto procesem se získá škrobovitý roztok, který je důležitý pro uvolnění fermentovaných cukrů.

### Chmel
Jediným hlavním komerčním využitím chmele je ochucování piva. Samičí chmelové hlávky se používají jako aromatická a konzervační látka téměř ve všech druzích piva, které se dnes vyrábějí. Chmelové hlávky se často zpracovávají na tzv. chmelové produkty: granule připravené z hlávek po usušení, rozemletí a následné peletizaci. Samotné květy se často nazývají „chmel“. První historická zmínka o použití chmele v pivu pochází z roku 822 n. l. v klášterních pravidlech sepsaných Adelardem z Corbie, ačkoli obvykle se jako datum rozšířeného pěstování chmele pro použití v pivu uvádí třinácté století. Před třináctým stoletím a až do šestnáctého století, během něhož chmel převzal roli dominantního dochucovadla, se pivo dochucovalo jinými rostlinami, například aframonem rajským zrnem nebo popencem. Kombinace různých aromatických bylin, bobulí a dokonce i přísad, jako je pelyněk, se dávaly do směsi zvané gruit a používaly se stejně jako dnes chmel. Některá dnešní piva, například Fraoch' skotské společnosti Heather Ales a Cervoise Lancelot francouzské společnosti Brasserie-Lancelot, používají k ochucení právě jiné rostliny než chmel.
Chmel má několik vlastností, které si pivovarníci u piva přejí. Chmel dodává pivu hořkost, která vyvažuje sladkost sladu; hořkost piva se měří na mezinárodní stupnici jednotek hořkosti. Chmel dodává pivu květinové, citrusové a bylinné vůně a chutě. Chmel má antibiotický účinek, který podporuje činnost pivovarských kvasinek oproti méně žádoucím mikroorganismům a napomáhá „udržení pěny“, což je doba, po kterou vydrží pěna vytvořená karbonizací. Kyselost chmele působí jako konzervant. Skladováním chmel stárne a ztrácí své charakteristické vlastnosti.
Klasické vaření piva společně s chmelem v Česku provádí už jen jediný pivovar Budvar, protože by jinak nemohl používat značku Českobudějovické pivo. Ostatní pivovary využívají při výrobě piva chmelové produkty. Usušený chmel zpracovaný na pelety má dlouhou trvanlivost a nezpůsobuje odchylku od vařeného piva, avšak používání chmelových extraktů již ano, protože ty se často vyrábí i z jiných částí rostlin chmele.

### Kvasinky
Kvasinky jsou mikroorganismy, které jsou zodpovědné za kvašení piva. Kvasinky metabolizují cukry získané z obilí, z nichž vzniká alkohol a oxid uhličitý, a tím přeměňují mladinu na pivo. Kromě kvašení kvasinky ovlivňují charakter a chuť piva. Dominantními typy kvasinek, které se používají k výrobě piva, jsou svrchně kvašené Saccharomyces cerevisiae a spodně kvašené Saccharomyces pastorianus. Brettanomyces kvasí lambik a Torulaspora delbrueckii kvasí bavorské pšeničné pivo. Než byla pochopena úloha kvasinek při kvašení, podílely se na kvašení divoké nebo vzdušné kvasinky. Několik stylů, jako je lambik, se na tuto metodu divokých kvasinek spoléhá dodnes, ale do většiny moderních kvašení se přidávají čisté kultury kvasinek.

### Čiřidla
Některé pivovary přidávají do piva jedno nebo více čiřidel nebo zjemňujících látek, které se obvykle srážejí (shromažďují jako pevná látka) z piva spolu s bílkovinnými pevnými látkami a v konečném produktu se vyskytují jen ve stopovém množství. Tento proces způsobuje, že pivo vypadá světlé a čisté, a ne zakalené, jak je tomu u etnických a starších stylů piva, například pšeničného. Mezi příklady čiřidel patří vizina, získávaný z plovacích měchýřů ryb, irský mech, mořská řasa, kappa karagenan z mořské řasy Kappaphycus cottonii, polyvinylpolypyrrolidon (umělý) a želatina. Pokud je pivo označeno jako „vhodné pro vegany“, je čiřeno buď mořskými řasami, nebo umělými činidly.

## Historie piva

### Historie piva ve světě

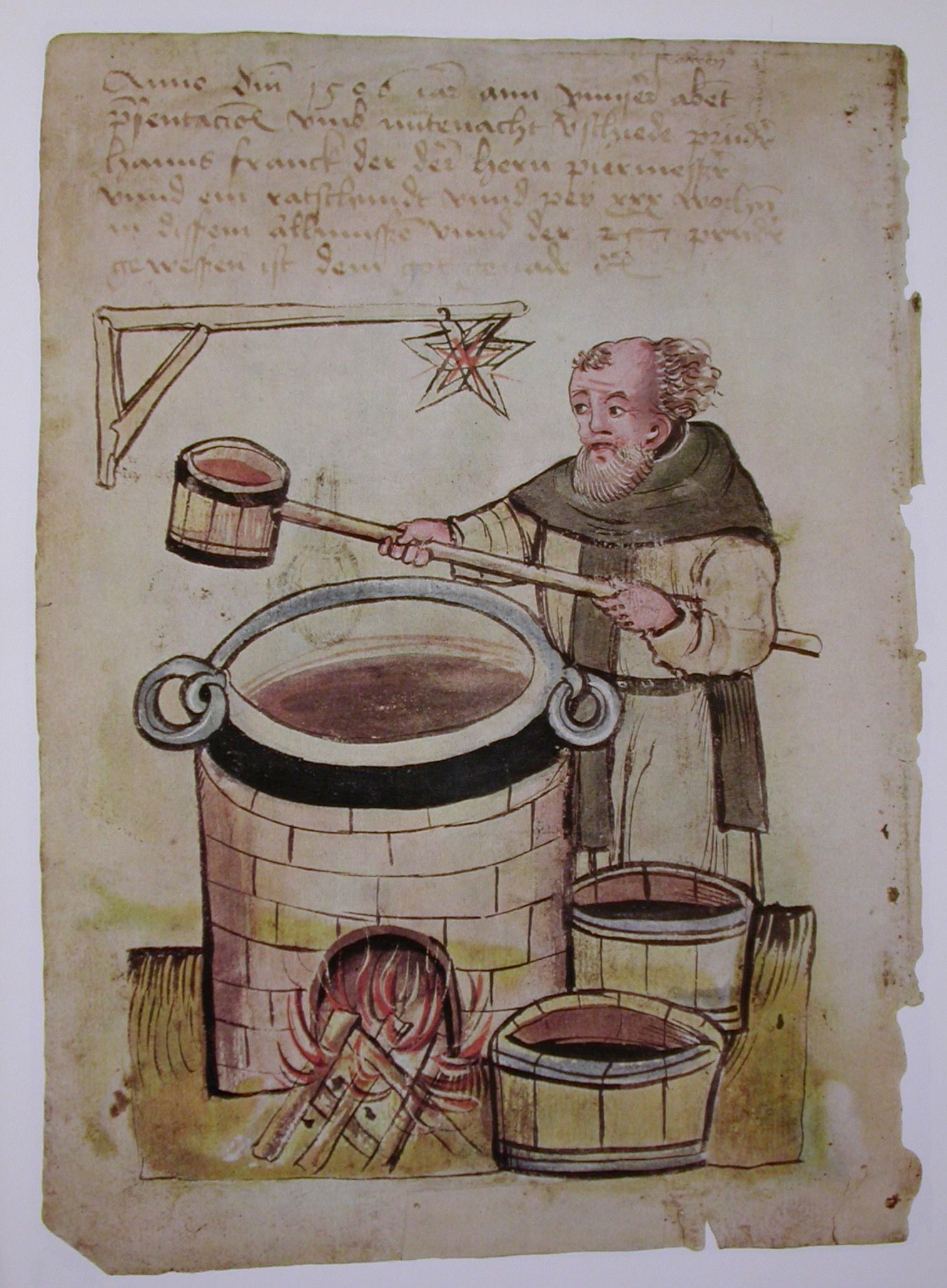
Pivovarník Hans Franck, kolorovaná kresba, Norimberk 1506

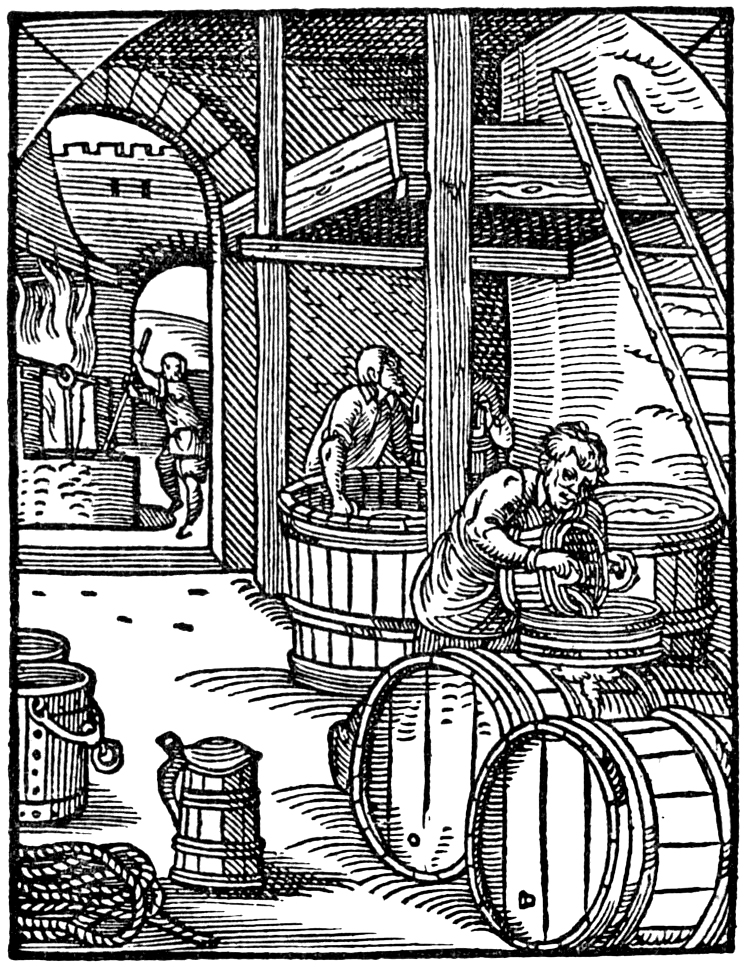
Pivovarníci, dřevoryt, Jost Amman, Norimberk 1561

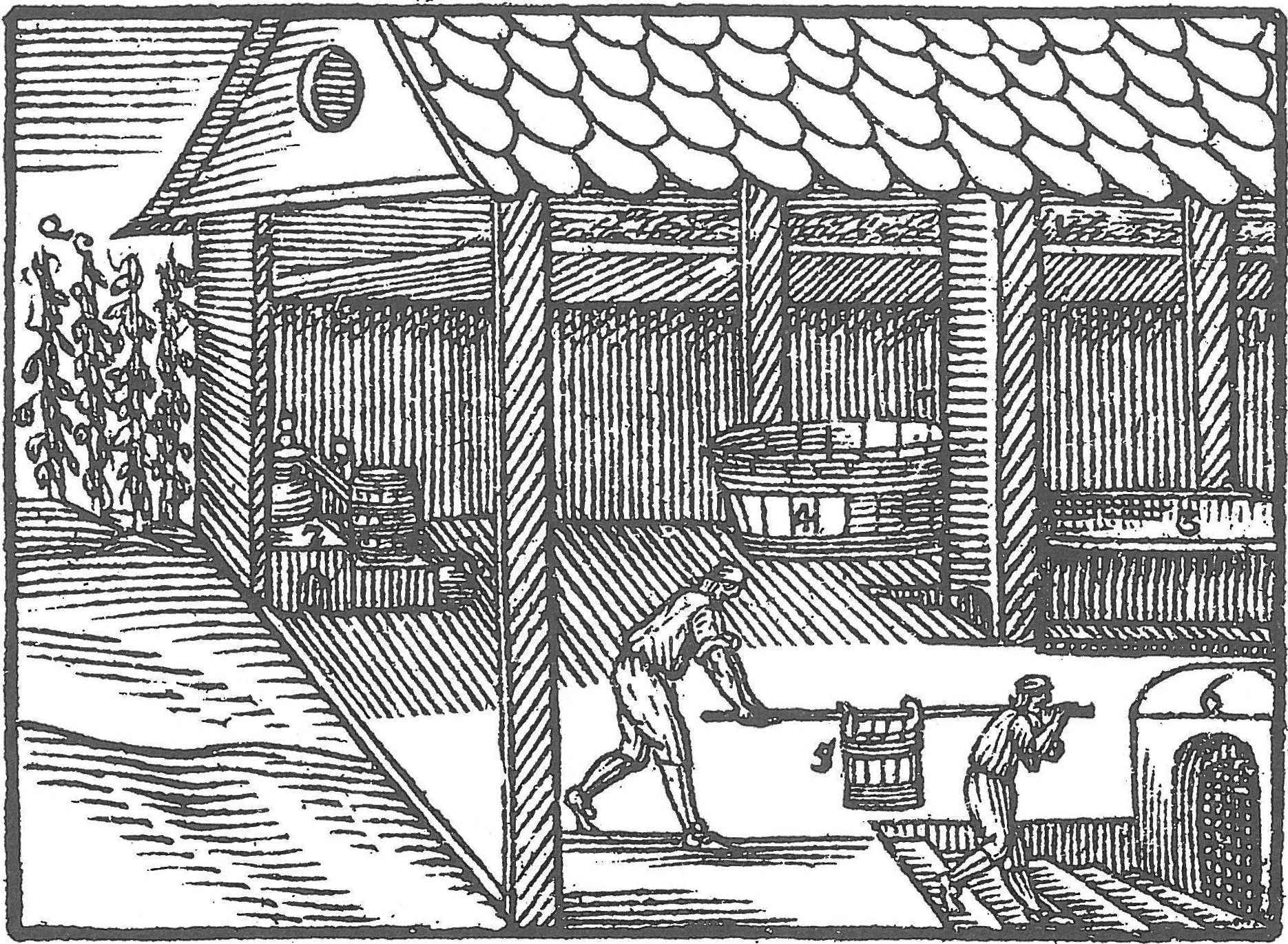
Výroba piva v Komenského encyklopedii Orbis pictus

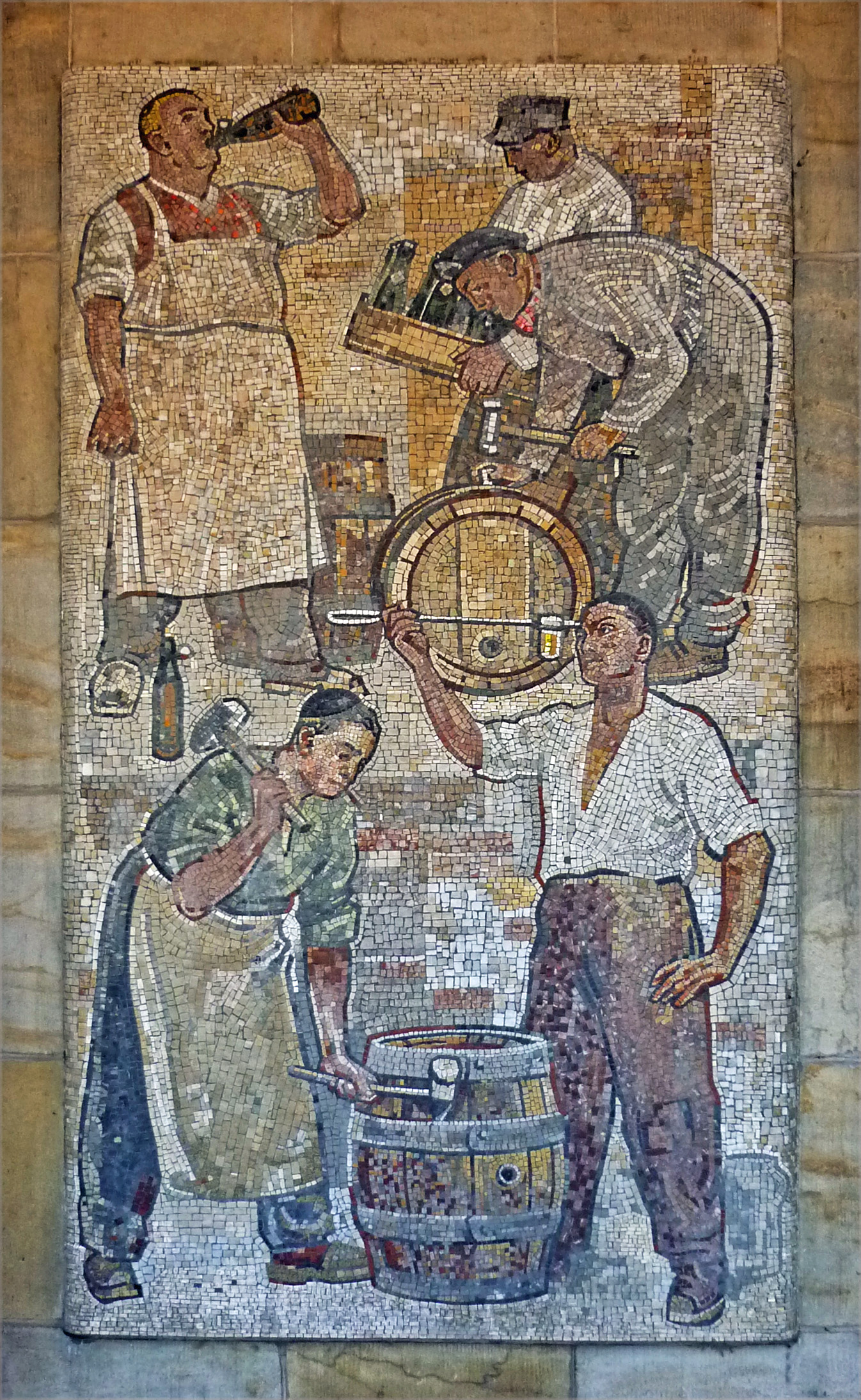
Bednáři při výrobě sudů, mozaika z roku 1956 (Altmarkt, Drážďany)

Princip přípravy je po staletí stejný, ale postupně se významně zdokonalovaly jednotlivé technologické kroky a zařízení. Primitivní přípravu piva postupně nahradila řemeslná výroba a v polovině 19. století průmyslová výroba.
Starověk
Za kolébku piva se považuje Mezopotámie, oblast tzv. úrodného půlměsíce mezi řekami Eufratem a Tigridem. Již v 7. tisíciletí před n. l. zde pěstovali obilí Sumerové, Akkadové, Babyloňané a Asyřané. Před 9 tisíci lety se pivo z rýže pilo i v Číně. Předpokládá se, že pivo bylo objeveno náhodně, díky tehdejšímu skladování obilí v hliněných nádobách. Do některých nádob nejspíše natekla voda a došlo ke kvašení, jehož výsledkem byla voda s příjemnou omamnou chutí. Následně se začaly z obilí připravovat kvašené nápoje cíleně, což byl jakýsi druh piva Sumery nazývaný kaš, Babyloňany šikarum. Vaření piva bylo do rozvoje technické metody jeho přípravy většinou doménou žen.
Nicméně se objevily i archeologické důkazy, že pivo může být i starší a že původní motivací výroby bylo šlechtění obilnin.
Sumerské pivo kaš bylo na rozdíl od současného piva připravováno bez chmele, který v té době ještě nebyl znám. Kaš vznikal z ječného chleba a sladu, které byly společně umístěny do velikého džbánu, ve kterém docházelo ke kvašení. Bez přítomnosti chmelu kaš nezískával hořkou chuť a pro její dodání se muselo využívat jiného postupu. Většinou se využívalo pražení chleba v horkém popelu či přidávání zelené hořčice či sezamových semínek.
Po objevení kvašení sladu začalo vznikat mnoho druhů piva, které se lišily od sebe barvou a chutí. Okolo roku 3000 př. n. l. bylo pití piva rozšířeným zvykem. Tehdejší pivo nepodstupovalo proces filtrace, což mělo za následek přítomnost velkého množství mechanických částic a to, že pivo nebylo čiré. Z tohoto důvodu se pro pití využívalo obilné stéblo, které fungovalo jako slámka. O tisíc let později v Chammurapiho zákoníku z 2. tisíciletí př. n. l. pocházejí i první zmínky o veřejných provozovnách, kde bylo možné pivo zakoupit. Zákoník upravoval tresty pro nepoctivé šenkýřky, pro které mělo být trestem vhození do vody nebo dokonce smrt utopením.
Další záznamy o přípravě piva pocházejí ze starověkého Egypta, který je občas považován za původní zemi objevu piva. Staří Egypťané používali pro kvasicí nádobu používanou při výrobě slovo namset, které nejspíše pochází z akkadského slova namzítu. Egypťané používali pro výrobu piva ječmen, ze kterého vyráběli slad a různé typy pšenice namísto chmele. Absence chmelu pak měla za následek, že pivo mělo nasládlou chuť, podobnou spíše dnešnímu kvasu.
V době antiky se pivo nacházelo na okraji zájmu, jelikož konzumaci v oblasti Středomoří jasně dominovalo víno. Staří Řekové pivo nepili vůbec, mezi Římany bylo oblíbeno pouze u vojáků, zvlášť v pohraničních oblastech, kde panoval nedostatek vína. V oblastech Evropy obývané Kelty se piva pilo více, ale nejváženějším nápojem Keltů byla medovina. Oproti tomu germánské kmeny i nadále preferovaly výrobu a konzumaci piva. Mezi další oblasti, kde byla konzumace piva hojně rozšířená, patří oblasti pod nadvládou Vikingů v oblastech severní Evropy. Pivo se zde ale konzumovalo teplé, což např. v Polsku přetrvalo i do mnohem pozdější doby. Současně zde došlo k objevení metody, která umožňovala výrobu silnějšího piva. Jednalo se o metodu tzv. vymrazování piva, během kterého pivo zmrzlo a vzhledem k rozdílné teplotě tání vody a alkoholu došlo k nárůstu obsahu alkoholu v pivě. Předpokládá se, že se obsahem alkoholu blížilo k dnešním ležákům.
Raný středověk
První písemná zmínka o sběru chmele pochází z roku 768 z bavorského benediktinského kláštera Weihenstephan ve Freisingu, kde se z něj zřejmě vařilo pivo. První písemná zmínka o chmelu v přímě souvislosti s vařením piva pochází z roku 822 z benediktinského kláštera Corbie v Pikardii. Z českých zemí pocházejí první zmínky o pěstování chmele z 11. století., stejně tak archeologické nálezy
Vrcholný a pozdní středověk
Chmelené pivo bylo zdokonaleno ve 13. století v Česku. Od závěru 13. století se ve městech rozšířila domácí výroba piva. Takzvané právo várečné získávali královským privilegiem mnozí měšťané na Starém i Novém městě pražském, také v Plzni, Českých Budějovicích, Lounech nebo v Žatci. K dosud činným pivovarům s pivnicí patří pražský pivovar U Fleků.
Raný novověk
V roce 1516 vévoda Vilém IV. Bavorský vydal tzv. Reinheitsgebot („záruka čistoty“), aby zajistil produkci kvalitního piva. „Zákon o čistotě piva“ (německy Reinheitsgebot, Deutsche Reinheitsgebot nebo Bayerische Reinheitsgebot) znamená, že pivo obsahuje pouze chmel, slad, kvasinky a vodu.
Průmyslová výroba od 19. století
Značné obliby dosáhlo pivo v 19. století. Jeho hlavnímu konkurentovi – pěstování vína – tehdy hrozila zkáza hmyzím škůdcem z rodu Phylloxera. Velké měšťanské pivovary s kamennými budovami a moderní technickým vybavením vznikaly v českých městech od poloviny 19. století, zakladatelé a podílníci se v nich sdružovali jako akcionáři. Prvním takovým pivovarem byl od roku 1842 Plzeňský Prazdroj.
V roce 1876 vydává Louis Pasteur dílo Studie o pivu, ve kterém podrobně popisuje novodobou technologii pro výrobu piva založenou na filtraci a pasterizaci piva. Současně po celé 19. století narůstaly poznatky o přípravě, kvašení a filtraci piva. Současně v roce 1876 je založen první pivovar určený k masové produkci piva. Stal se jím americký pivovar Budweiser.
Ve druhé polovině 20. století se dosavadní produkce piva z velkých průmyslových pivovarů začaly přesunovat do nově zakládaných malých pivovarů, které se v prvním období objevily převážně na území Velké Británie, po roce 1990 také v Česku.
Současnost
Unifikovaná piva vyráběná moderními metodami vaření piva, např. CK tanky (cylindrokonické tanky, CKT) a dodatečným ředěním třinácti- až patnáctistupňového piva vodou obohacenou oxidem uhličitým na požadovanou stupňovitost pomocí tzv. HGB systému, mají lehce pejorativní označení „europivo“.[zdroj?]

### Historie piva v Česku
Archeologický výzkum území českých zemí přinesl důkazy, které dokládají, že i dřívější obyvatelé tohoto území připravovali kvašené nápoje z obilí. V obci Kladina byla nalezena 3000 let stará nádoba, ve které bylo nalezeno zkvašené proso. K dispozici jsou podrobnější údaje o přípravě piva keltskými Bóji, germánskými kmeny Markomanů a Kvádů a Slovany bájného praotce Čecha, kteří přišli na území českých zemí a trvale se zde usadili.
Nejstarší doložený český pivovar je Břevnovský klášterní pivovar v Břevnovském klášteru, který byl založen roku 993.
Prvým dokladem souvisejícím přímo s výrobou piva je nadační listina prvního českého krále Vratislava II. pro vyšehradskou kapitulu z roku 1088, ve které mimo ostatní dary a privilegia panovník přidělil kapitule desátek chmele na vaření piva. Nejstarším dokladem o pěstování chmele na území českých zemí je nadační listina ze 30. let 11. století knížete Břetislava. Největší rozkvět výroby piva na území českých zemí nastal ve 12. století, kdy měl na území státu právo vařit pivo kdokoliv.
V těchto starých dobách pivo vařily velmi primitivním postupem ženy v každé domácnosti. Nesloužilo jenom jako nápoj, ale připravovaly se z něj různé pokrmy jako polévky, kaše a omáčky. Rozvoj řemeslné výroby piva nastal od 13. století se zakládáním nových královských měst, která dostávala od panovníka řadu privilegií. Pro rozvoj pivovarství bylo důležité přidělení práva várečného a práva mílového (zrušeno v roce 1788). Později tato práva získala i poddanská města od příslušné šlechty.
Velký význam pro rozvoj pivovarství a kvalitu piva měly v českých zemích sladovnické cechy. Určovaly, kolik piva a z jakého množství sladu smí jeden dům vyrobit, kontrolovaly jeho kvalitu a na rozdíl od okolních zemí dohlížely i na to, aby pivo vařil jen ten, kdo se v tom oboru řádně vyučil. Proto byla česká piva již ve středověku velmi kvalitní a v hojné míře se vyvážela do okolních zemí i na dvory jiných panovníků.
Ve 14. až 15. století zbohatlí měšťané sdružovali své finanční prostředky a zakládali společné městské pivovary. Ke konci středověku a kolem poloviny 16. století se rozvíjela výroba piva ve šlechtických pivovarech, stabilně se udržovala či rozšiřovala v klášterních pivovarech, které méně podléhaly vlivům politických a hospodářských změn. Městské řemeslné pivovarství začalo upadat po roce 1547, kdy se řada měst vzbouřila proti nadvládě Habsburků a poté jim byl konfiskován majetek.
O velkou reformu výroby sladu a piva, která byla prvním krokem v rozvoji typických vlastností současných českých piv, se zasloužil v 18. století český sládek František Ondřej Poupě (1753–1805). Navrhl řadu nových zařízení pro výrobu sladu a piva, přesvědčoval sládky, aby používali výhradně ječný slad, upravil dávkování chmele. Na sklonku života založil v Brně pivovarskou školu, která byla zřejmě první svého druhu v Evropě a absolvovala ji řada nejen českých sládků, ale i pivovarníků ze zahraničí.

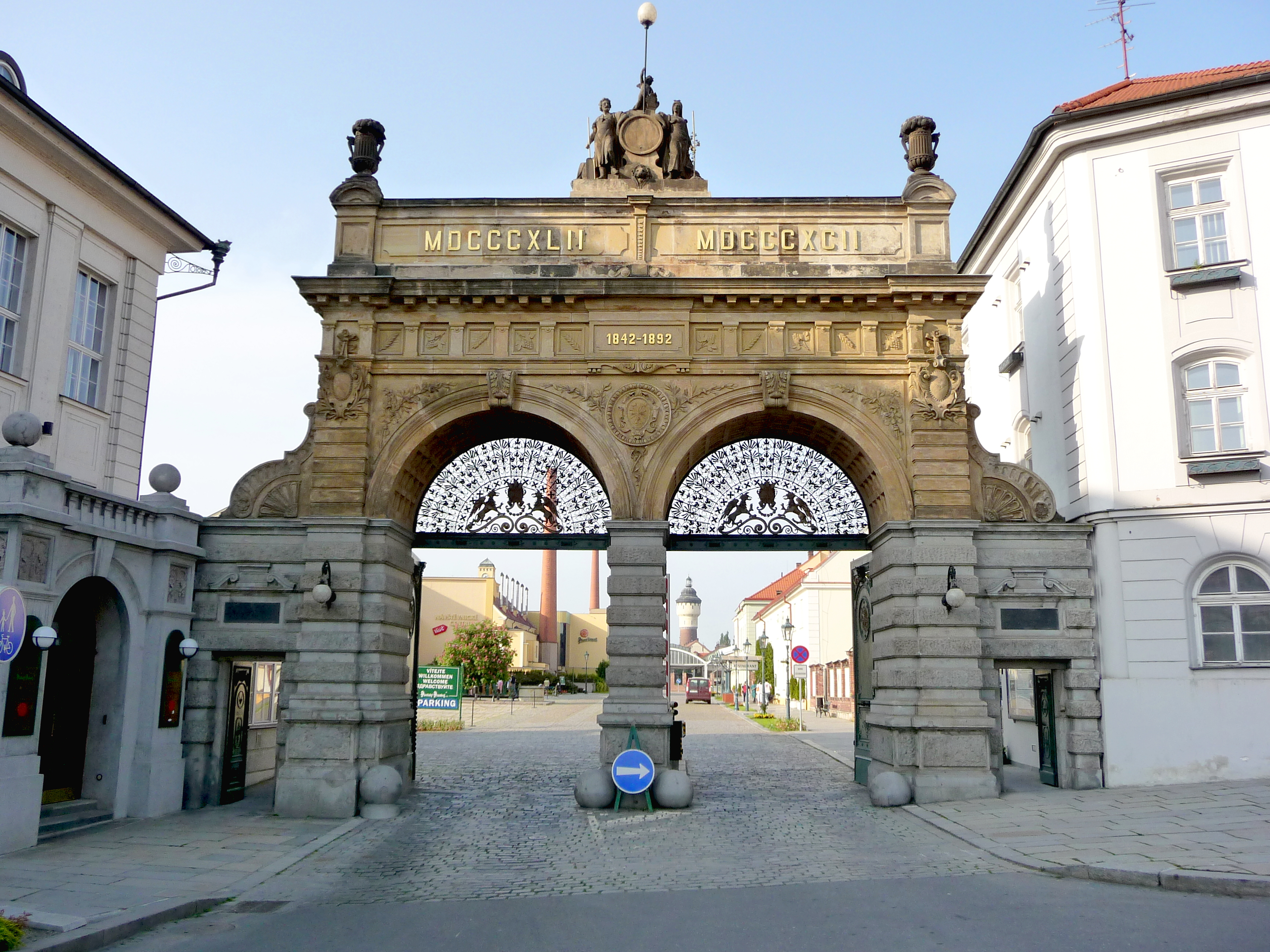
Vstupní brána plzeňského pivovaru postavená k 50. výročí jeho založení

Významným mezníkem v českém pivovarství bylo založení Měšťanského pivovaru v Plzni (dnešního Prazdroje) v roce 1842, který vyráběl výhradně spodně kvašená piva. Pivo mělo velmi dobrou kvalitu a během krátké doby všechny pivovary v Čechách a na Moravě zavedly tuto technologii výroby.
V polovině 19. století nastal zlatý věk českého pivovarství, které silně ovlivnilo vývoj tohoto oboru na celém světě. Je to období zahájení průmyslové výroby sladu a piva. Vynikající rozvoj českého pivovarství a kvalita jeho výrobků byla podpořena třemi základními faktory: optimálními podmínkami pro pěstování surovin sladovnického ječmene a chmele, orientací rozvíjejícího se strojírenského průmyslu na výrobu sladařských a pivovarských zařízení (vyvážela se záhy do 400 zemí) a zajištěním jak středoškolské, tak vysokoškolské výuky pivovarských odborníků. V té době se uvolnila možnost výstavby pivovarů a v Čechách vzniklo okolo 30 nových měšťanských, akciových a soukromých pivovarů. Postupně se zvyšovala celková výroba piva koncentrovaná do větších pivovarů, malé pivovary zanikaly. Pivo se vyváželo prakticky do celého světa.
V roce 1918 nová Československá republika převzala z bývalé habsburské monarchie asi 60 % výrobního potenciálu pivovarů, celkem 562 pivovarů bylo v poměrně špatném stavu. Katastrofu českému pivovarnictví jako veškerému světovému vývoji přinesla druhá světová válka. Po válce řada uzavřených pivovarů již neobnovila svoji činnost. Pivovarský a sladařský průmysl byl postupně v celém Československu zestátněn a centrálně řízen.

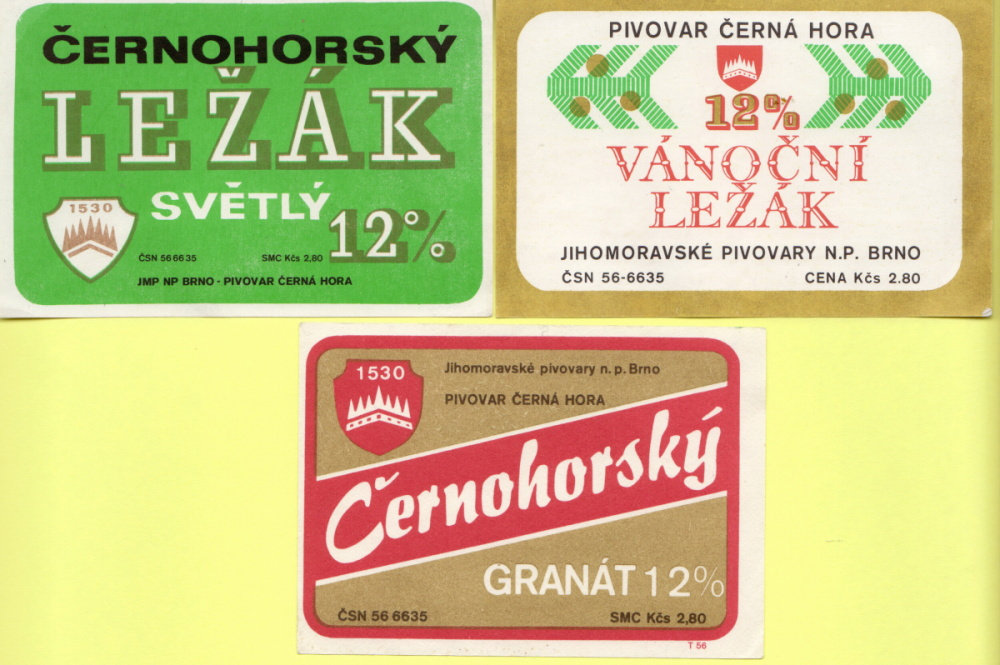
Nálepky piv z pivovaru Černá Hora z dob komunistického režimu

V době socialistického režimu nebyly do pivovarů a sladoven vkládány potřebné finanční prostředky na modernizaci. Přesto pivovarský obor zajistil na domácím trhu dostatek piva a byl schopný vyvážet pivo a slad nejen do tzv. socialistických zemí, ale i na náročný trh kapitalistických oblastí světa.
Po 2. světové válce byly v českých zemích postaveny pouze dva pivovary: Radegast a Most. Druhý jmenovaný byl v roce 1998 uzavřen. Sladoven bylo postaveno pět. Na Slovensku bylo postaveno v období socialistického Československa osm pivovarů.
Po roce 1989 proběhla privatizace pivovarů, mnohé zanikly, do některých vstoupil zahraniční kapitál. V roce 2003 bylo v Česku 36 sladoven, které vyrobily 483 693 tun sladu. Z toho vývoz činil 213 324 tun (44,10 %). Činných průmyslových pivovarů bylo v roce 2007 48, vyrobily 18 548 314 hl piva, z toho bylo vyvezeno 2 129 848 hl (11,48 %), roční spotřeba na jednoho obyvatele činila 160,9 l piva. Sedm největších pivovarů pokrývá 84 % produkce českého piva (jedná se o pivovary Plzeňský Prazdroj, Budějovický Budvar, Staropramen, Královský pivovar Krušovice, PMS Přerov, Drinks Union a Starobrno).

## Dělení piva
Pivo se rozděluje z několika různých hledisek, z nichž nejdůležitější jsou: stupňovitost, barva a pivní styl.

### Stupňovitost

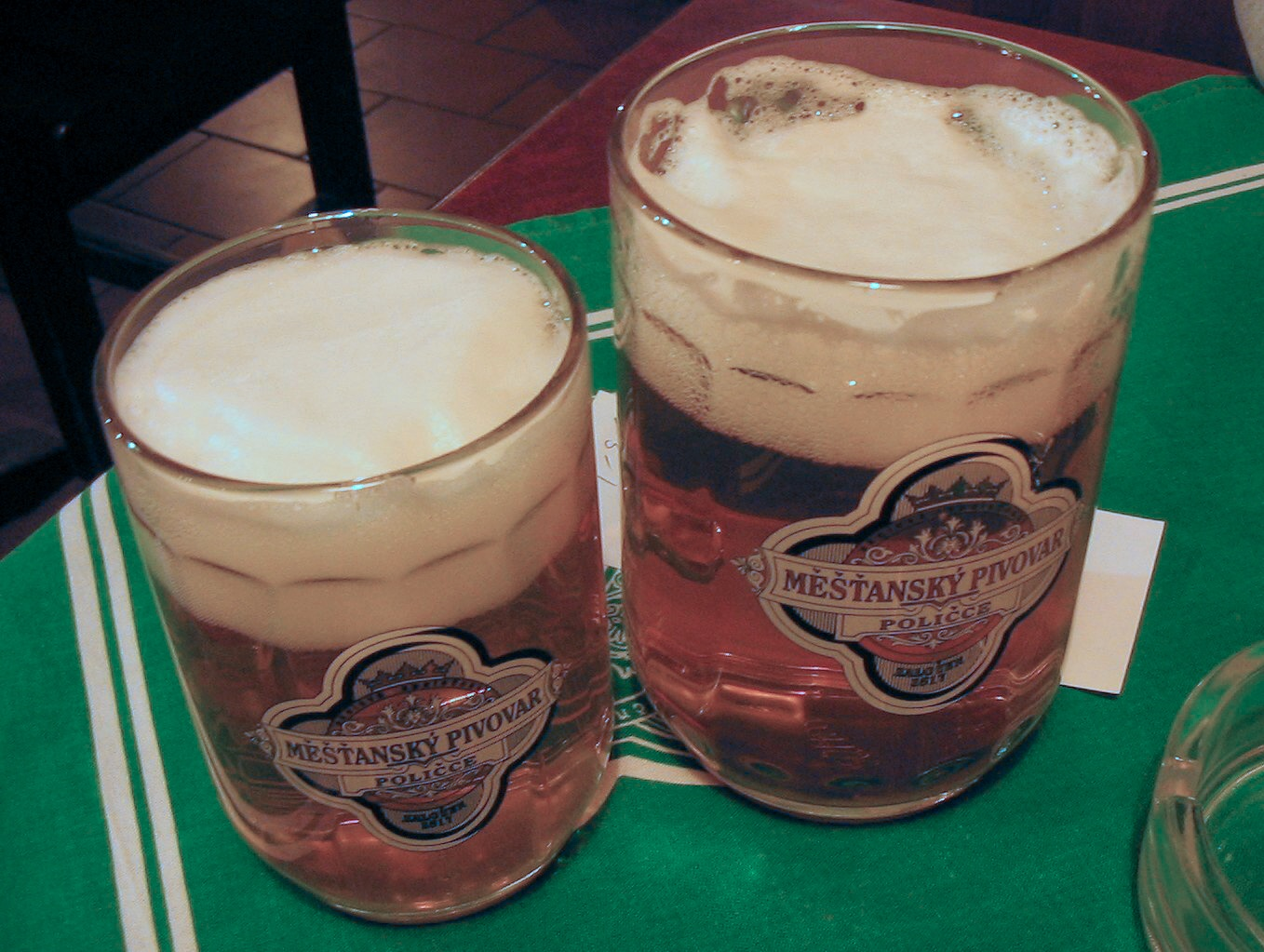
Sklenice výčepního piva z Pivovaru Polička

Stupňovitost piva se udává v EPM (extrakt původní mladiny, plato neboli stupnice Ballinga (Blg)), který udává obsah všech extraktivních látek v mladině. Jedná se především o cukry (zkvasitelné a nezkvasitelné). Ze zkvasitelných cukrů pak při kvašení piva vzniká alkohol. Stupňovitost piva tedy udává plnost (hutnost) piva → 10° tedy obsahuje 10 % těchto látek, 12° pak 12 %, atd. → čím více extraktivních látek, tím plnější pivo. Z tohoto také vyplývá, že stupňovitost ve většině pivních stylů přímo úměrná obsahu alkoholu (čím více zkvasitelných cukrů mladina obsahuje, tím více vznikne při vaření piva alkoholu).
Rozdělení piva dle stupňovitosti není jednotné a liší se podle zemí.

#### Česko
- Stolní pivo – obsahuje 1,01 až 6,99 % hmotnostního extraktu původní mladiny
- Výčepní pivo – obsahuje 7,00 až 10,99 % hmotnostního extraktu původní mladiny
- Ležák – obsahuje 11,00 až 12,99 % hmotnostního extraktu původní mladiny
- Speciální pivo – obsahuje 13,00 až 17,99 % hmotnostního extraktu původní mladiny
- Porter – obsahuje více než 18,00 % hmotnostního extraktu původní mladiny
- a pak také dvě speciální skupiny
- Nealkoholické pivo – obsahuje méně než 0,49 % obj. alkoholu.
- Pivo se sníženým obsahem alkoholu – obsahuje 0,41 až 1,00 % obj. alkoholu.

Takto rozděluje pivo předpis č. 335/1997 Sb. Ministerstva zemědělství. V roce 2016 probíhala změna z důvodu jeho nepřesnosti a zastaralosti.

#### Německo
- Einfachbier „(jednoduché pivo)“ – obsahuje 1,51 až 6,99 % hmotnostního extraktu původní mladiny
- Schankbier „(výčepní pivo)“ – obsahuje 7,00 až 10,99 % hmotnostního extraktu původní mladiny
- Vollbier „(plné pivo)“ – obsahuje 11,00 až 15,99 % hmotnostního extraktu původní mladiny
- Starkbier „(silné pivo)“ – obsahuje více než 16,00 % hmotnostního extraktu původní mladiny

#### Rakousko
- Abzugsbier – obsahuje 9,00 až 9,99 % hmotnostního extraktu původní mladiny
- Schankbier „(výčepní pivo)“ – obsahuje 10,00 až 11,99 % hmotnostního extraktu původní mladiny
- Vollbier „(plné pivo)“ – obsahuje 12,00 až 14,99 % hmotnostního extraktu původní mladiny
- Spezialbier „(speciální pivo)“ – obsahuje více než 13,00 % hmotnostního extraktu původní mladiny
- Starkbier „(silné pivo)“ – obsahuje více než 16,00 % hmotnostního extraktu původní mladiny

### Barva

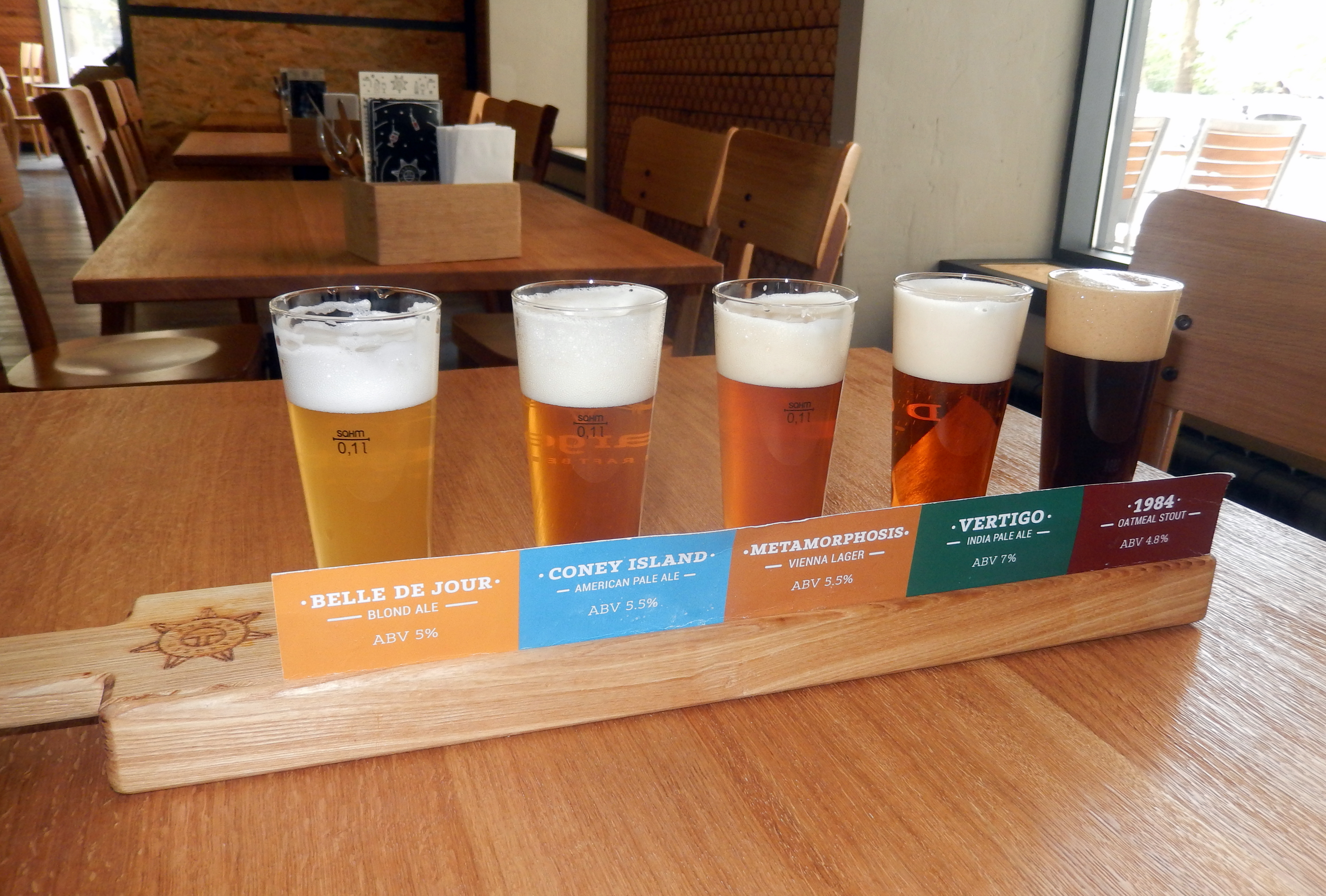
Různé barvy piva

Barva piva popisuje pivo z hlediska zrakového vnímání piva. Dle platných český zákonů rozlišujeme pivo světlé, polotmavé, tmavé a řezané.
- Světlé pivo – pivo vařené především ze světlých sladů
- Polotmavá a tmavá piva – pivo vařené z tmavých, karamelových, popř. barevných sladů spolu se světlými slady
- Řezané pivo – pivo smíšené ze světlých a tmavých piv

| SRM/Lovibond | Příklad                                        | Barva piva | EBC |
| ------------ | ---------------------------------------------- | ---------- | --- |
| 2            | Pale lager, Witbier, Pilsener, Berliner Weisse |            | 4   |
| 3            | Maibock, Blonde Ale                            |            | 6   |
| 4            | Weissbier                                      |            | 8   |
| 6            | American Pale Ale, India Pale Ale              |            | 12  |
| 8            | Weissbier, Saison                              |            | 16  |
| 10           | English Bitter, ESB                            |            | 20  |
| 13           | Biere de Garde, Double IPA                     |            | 26  |
| 17           | Dark lager, Vienna lager, Märzen, Amber Ale    |            | 33  |
| 20           | Brown Ale, Bock, Dunkel, Dunkelweizen          |            | 39  |
| 24           | Irish Dry Stout, Doppelbock, Porter            |            | 47  |
| 29           | Stout                                          |            | 57  |
| 35           | Foreign Stout, Baltic Porter                   |            | 69  |
| 40+          | Imperial Stout                                 |            | 79  |

### Způsoby kvašení
- Svrchně kvašená piva – svrchně kvašená piva vznikají při teplotách okolo 15–20 °C s využitím kvasinek Saccharomyces cerevisiae. Ale, pšeničné pivo, stout, porter, trappist
- Spodně kvašená piva (ležáky) – spodně kvašená piva vznikají za kvašení, které probíhá při nižších teplotách pohybujících se v rozmezí 8–14 °C. Kvašení se účastní kvasinky Saccharomyces pastorianus (syn. S. carlsbergensis) – Pilsner, Bock, Märzen, piva bavorského typu
- Spontánně kvašená piva – v historii jediný způsob kvašení piva – zkvasí se tím, co je ve vzduchu a tím, co zbude v sudech po předchozí várce. V dnešní době[kdy?] jsou tato piva nejvíce rozšířena v Belgii, v některých částech Francie a Nizozemí. Lambik, Gueuze, Kriek, Frambozen, Faro

### Pivní styl
Svrchně kvašená piva obvykle kvasí při teplotách kolem 15–20 °C, někdy však i vyšších. Ve většině případů vytvářejí na povrchu kvasícího piva pěnu způsobenou stoupajícím CO2 spolu s kvasnicemi. Od toho se tato piva nazývají svrchně kvašená. Doba kvašení těchto piv se obvykle pohybuje kolem tří týdnů, v některých případech však mohou kvasit i několik měsíců.
- Ale („Ejl“) – jedná se o nejběžnější styl svrchně kvašený piv. Piva mohou mít rozličnou barvu i stupňovitost. „Ejly“ se vyznačují širokou škálou chutí a vůní, často zanechávají po vypití tóny citrusů či rozličných koření. S označením ale se lze setkat i v souvislosti s označením i celé skupiny svrchně kvašených piv. „Ejly“ se dělí především podle oblastí, kde byly uvařeny.
  - Ale anglo-amerického typu
    - Pale Ale (světlý ejl) – plné pivo se zlatou až tmavě měděnou barvou a s plnou chutí s ovocnými tóny
    - Brown Ale (tmavý ejl) – plné až silné pivo tmavě jantarové až hnědé barvy, chuť obvykle zabarvena čokoládově či oříškově, vařeno z tmavých sladů
    - Mild Ale (mladý či lehký ejl) – výčepní pivo obvykle světlé barvy s nižším obsahem alkoholu
    - India Pale Ale (světlý chmelený ejl) – vychází z klasického pale ale, ale je více chmelené, čemuž odpovídá i jeho chuť, v amerických verzích má pak toto pivo mnohem vyšší obsah alkoholu
    - Old Ale (starý ejl) – silné pivo tmavě jantarové až skoro černé barvy, sladová chuť s podtóny rybízu či hrozinek, proces kvašení může trvat i několik let
    - Cascadian Dark Ale (tmavý ejl) – silné pivo tmavé barvy, jedná se o tmavou verzi Indian Pale Ale
    - Strong Ale (silný ejl) – silné pivo tmavé jantarové barvy s vyšším obsahem alkoholu
    - Amber Ale (polotmavý ejl) – plné až silné pivo měděné až hnědé barvy s chmelovou chutí

  - Ale belgicko-francouzského typu
    - Tripel – silné pivo žluté až zlaté barvy, s vysokým obsahem alkoholu, chuť kvasnicová, kořenná
    - Strong Dark Ale (silný tmavý ejl) – silné pivo tmavé jantarové barvy s vyšším obsahem alkoholu
    - Dubbel – klášterní silné pivo, tmavé barvy s výraznou ovocnou a obilnou chutí
    - Saison
    - Flanders Red Ale (vlámský červený ejl) – plné pivo tmavě červené až hnědé barvy, trpké až kyselé chuti
    - Quadrupel – velmi silné pivo, tmavší barvy vyzrálé ovocné chuti

  - Ale německého typu
    - Altbier (staré pivo) – pivo bronzové čiré barvy, jemné nahořklé chuti
    - Kölsch (kolínské pivo) – pivo s bledou slámově žlutou barvou a jemnou ovocnou chutí a vůní
    - Roggenbier (žitné pivo) – pivo vařené ze sladu, který obsahuje vysoký podíl žita (okolo 50 %, někdy i 65 %)
- Stout – tato piva jsou charakteristická hustou pěnou, tmavou barvou a příchutí po praženém sladu, někdy s ovocnou příchutí. Často se jedná o silná piva (podíl alkoholu může být i 8%).
  -     - Imperial Stout (silný stout) – pivo černé barvy s čokoládovými tóny
    - Milk/Cream Stout (mléčný/krémový stout) – pivo černé barvy s výrazně nasládlé
    - Extra/Foreign Stout – plné pivo černé barvy
    - Dry Stout (suchý stout) – silné pivo černé barvy
    - Oatmetal Stout (ovesný stout) – pivo černé barvy s použitím ovesných sladů
- Pšeničné pivo – při vaření těchto piv se užívá také pšeničných sladů (minimálně 30 %). Piva vynikají hustou pěnou, zpravidla kalnou barvou a obilnou příchutí často ovocným podtónem (citron, banán).
  -     - WitBier (bílé pivo) – plné nebo výčepní pivo, bledé barvy, ovocné chuti, při vaření se používá nesladovaná pšenice
    - Dunkelweizen (tmavé pšeničné pivo) – tmavé pšeničné pivo vařené za užití tmavých sladů
    - Hefeweizen/Weissbier (pšeničné pivo) – klasické pšeničné pivo původem z Bavorska
    - Kristalweizen (čiré pšeničné pivo)
    - Weizenbock (pšeničný kozel)

## Výroba piva
Principem výroby piva jako alkoholického nápoje z obilí jsou dva procesy. Zaprvé je to rozštěpení v obilných zrnech přítomných složitých cukrů (škrobu) na jednoduché zkvasitelné cukry. Zadruhé je to následné zkvašení těchto jednoduchých cukrů pomocí kultury mikroorganismů (zejména kvasinek). Nedílnou součástí výrobního procesu je smíchání surovin s vodou a tím převedení využitelných látek do vodného roztoku.
Základem pro výrobu piva je slad. Ten vzniká ve sladovně naklíčením obilných zrn a jejich šetrným usušením za určité teploty v závislosti na druhu sladu. Následuje přesun suroviny do pivovaru.

### Vystírání a rmutování
V začátku samotné výroby piva se slad šrotuje (rozemele) a smísí se s vodou. V této směsi se za zvyšující se teploty vlivem enzymů štěpí v zrně obsažený škrob na zkvasitelné cukry, které přecházejí do roztoku. Tato procedura je prováděna v provozu nazývaném varna.
V závislosti na zemi původu se využívají rozdílné metody. Na Britských ostrovech je oblíbená metoda spařování, která je velmi podobná přípravě čaje. Během jedné až tří hodin je slad vystavován teplotě okolo 65–68 °C. V kontinentální Evropě oproti tomu převládá tzv. dekokční proces, který je proti spařování složitější procedurou. (Jeho výsledkem je roztok, ve kterém došlo k důslednějším přeměnám škrobu na cukry a štěpení bílkovin.) Proces je založen na přečerpání části várky z vystírací kádě do zvláštní nádoby rmutovacího kotle (pánve), kde je tato část uvedena do varu a dojde v ní k narušení škrobnatých útvarů, což umožňuje lepší přístup enzymů k molekulám škrobu po opětovném smíchání s chladnější částí. Začíná se zpravidla na teplotě 35 °C. Postupným zvyšováním teploty se dosáhne až maximální teploty okolo 76 °C.. Při rmutování (klasickém i dekokčním) se zařazují prodlevy při jednotlivých teplotách (cukrotvorná, bílkovinoštěpná atd., kvůli enzymatickým procesům – např. enzymů alfa a beta amyláza).

### Scezování
Výsledkem obou metod je rmut, který je přečerpán do tak zvané „scezovací kádě“. V počáteční fázi scezování vytvoří hrubé částice – většinou obaly zrn, tzv. pluchy – filtrační vrstvu zvanou mláto, kterou opouští čirá sladina. Zbylé využitelné podíly zachycené v mlátu se vymývají skrápěním či promýváním vrstvy mláta teplou vodou.
Výsledkem je sladká tekutina zvaná sladina, která vzniká filtrováním (scezováním) na nebo v moderním zařízení zvaném „sladinový filtr“.

### Chmelovar
Chmelovar je proces, kdy je sladina uvedena do varu po dobu 60–90 minut. V této době je do vznikajícího piva dodávána důležitá surovina pro získání chuti – chmel. Chmel se v závislosti na druhu piva a preferencích sládka může přidávat jak v přírodní formě šišek, tak i lisovaný či v podobě tekutého extraktu. Chmel se může do vařeného piva přidávat vícekrát než jednou, a to až třikrát. Platí obecné pravidlo, že čím dříve je chmel do piva přidán, tím hořčejší chuť pivo bude mít. Smícháním roztoku s chmelem vzniká mladina.
Dále dochází při chmelovaru vlivem hořkých látek (pryskyřic a kyselin) k vysrážení tzv. klků, tedy chuchvalců bílkovin a chmelových zbytků.
Mladina se poté přečerpává do odkalovacího zařízení (dříve tzv. štoky, nyní například vířivá káď, kde dojde k odstranění chmelových zbytků a klků před zchlazením a kvašením).

## Značení piva v České republice
Vedle obecných náležitostí pro označení piva (dle vyhlášky č. 324/1997 Sb.) je nutno podle vyhlášky č. 335/1997 Sb. pivo označit: názvem druhu a skupiny (např. pivo ležák), obsahem alkoholu v procentech, zda jde o světlé, či tmavé pivo, a některými dalšími údaji. Přesný údaj o extraktu původní mladiny není nutno povinně zveřejňovat.
(Označení stupňovitostí bylo opuštěno v devadesátých letech 20. století). Místo stupňů je nutno uvádět tzv. extrakt původní mladiny (EPM) – a to v procentech hmotnostních (např. 12% pivo; pozor – tato procenta si nelze plést s procenty alkoholu, která se u běžných piv pohybují mezi 4–5 %), za podmínky, že ho výrobce zaručuje. Není-li ve výrobě zaručena přesnost EPM (resp. z jiných důvodů, rozhodne-li se tak výrobce, např. z důvodů daňových), postačí uvedení druhu piva podle vyhlášky (viz výše druhy piva podle míry EPM). Označení druhu piva je ale nutno použít vždy (i při uvedení EPM).
Příklady značení: a) nesprávné značení: pivo 10stupňové, pivo 12stupňové, jedenáctka, silné 14stupňové pivo; b) správné značení piva: pivo výčepní, pivo ležák, speciál 14 %.

## Podávání

### Čepování

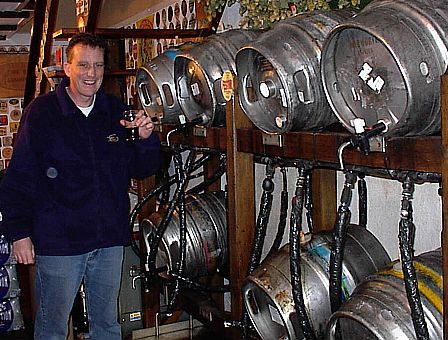
Výběr sudových piv

Nejběžnějším způsobem výdeje piva v hospodách po celém světě je čepování piva ze sudu pod tlakem pomocí pákového výčepního zařízení. Kovový sud je natlakován plynem oxidem uhličitým (CO2), který přivádí pivo k výčepnímu zařízení (pípě) nebo kohoutku. Některá piva mohou být podávána se směsí dusíku a oxidu uhličitého. Dusík vytváří jemné bublinky, což má za následek hustou pěnu a krémový pocit v ústech. V tradičních hospodách mohou být na výčepních pákách velkých značek piva umístěny logo a ochranná známka piva.
Dopad čepovaného piva na životní prostředí může být díky rozdílům v balení o 68 % nižší než u piva lahvového. Studie životního cyklu jedné značky piva, zahrnující výrobu obilí, vaření piva, stáčení, distribuci a nakládání s odpady, ukazuje, že emise CO2 ze 6 balení piva z minipivovaru činí přibližně 3 kg. Ztráta potenciálu přírodního prostředí ze 6 balení piva z minipivovaru se odhaduje na 2,5 m2. Následné emise z distribuce, maloobchodního prodeje, skladování a likvidace odpadu mohou tvořit více než 45 % emisí CO2 z lahvového mikropiva. Tam, kde je to legální, může používání znovuplnitelných džbánků, opakovaně použitelných lahví nebo jiných opakovaně použitelných nádob pro přepravu čepovaného piva z obchodu nebo hospody namísto nákupu předem rozlévaného piva snížit dopad spotřeby piva na životní prostředí.

### Balené pivo

Sortiment piva v lahvích

Většina piv je při balení do lahví a plechovek filtrováním zbavena kvasnic. Piva stáčená do lahví si však některé kvasnice ponechávají – buď jsou nefiltrovaná, nebo jsou filtrována a poté znovu osazena čerstvými kvasnicemi. Obvykle se doporučuje pivo pomalu nalévat a ponechat případný kvasničný sediment na dně lahve. Někteří pijáci však dávají přednost nalévání kvasnic; tato praxe je obvyklá u pšeničných piv. Obvykle se při podávání pšeničného piva typu Hefeweizen nalévá 90 % obsahu a zbytek se před nalitím do sklenice zamíchá, aby se sediment pozastavil. Alternativně lze láhev před otevřením obrátit. Skleněné láhve se vždy používají pro piva ošetřená v lahvích.
Mnoho piv se prodává v plechovkách, i když jejich podíl se v různých zemích značně liší. Například ve Švédsku se v roce 2015 prodávalo 80 % piva v plechovkách. Lidé buď pijí z plechovky, nebo si pivo nalévají do sklenice. Plechovky chrání pivo před světlem (čímž se zabrání „skunkování“ piva) a mají těsnění méně náchylné k úniku v průběhu času než lahve. Plechovky byly zpočátku považovány za technologický průlom pro zachování kvality piva, poté se začaly běžně spojovat s levnějšími, masově vyráběnými pivy, i když kvalita skladování v plechovkách je podobná jako v lahvích. Některé pivovary používají plastové (PET) lahve.

### Teplota
Teplota piva má vliv na zážitek konzumenta; při vyšších teplotách se projeví celá škála chutí piva, ale při nižších teplotách je pivo více osvěžující. Většina konzumentů dává přednost světlému ležáku, který se podává vychlazený, nízko nebo středně silnému světlému pivu, které se podává chladné, zatímco silné ječné víno nebo imperial stout se podávají při pokojové teplotě.
Pivní spisovatel Michael Jackson navrhl pětistupňovou stupnici pro teplotu podávání: dobře vychlazené (7 °C ) pro „lehká“ piva (světlé ležáky); chlazené (8 °C) pro Berliner Weisse a další pšeničná piva; lehce vychlazené (9 °C) pro všechny tmavé ležáky, altbier a německá pšeničná piva; sklepní teplota (13 °C) pro běžný britský ale, stout a většinu belgických speciálů; a pokojová teplota (15,5 °C) pro silná tmavá piva (zejména trapistické pivo) a ječné víno.
Pití chlazeného piva začalo s rozvojem umělého chlazení a do 70. let 19. století se rozšířilo v těch zemích, které se soustředily na vaření světlého ležáku. Chlazením pivo více osvěžuje, i když pod 15,5 °C začíná chlazení snižovat chuťové povědomí a výrazně ho snižuje pod 10 °C. Pivo podávané nechlazené – buď vychlazené, nebo při pokojové teplotě – odhaluje více svých chutí. Nezisková britská organizace Cask Marque stanovila pro podávání sudového piva standardní teplotní rozmezí 12–14 °C.

### Nádoby
Pivo se pije z různých nádob, například ze sklenice, pivního korbele, hrnku, cínového korbele, pivní lahve nebo plechovky, na festivalech a v některých stáncích a nočních klubech také z plastového kelímku. Tvar sklenice, z níž se pivo pije, může ovlivnit vnímání piva a může definovat a zdůraznit charakter stylu. Pivovary nabízejí značkové sklo určené pouze pro jejich vlastní piva jako marketingovou podporu, protože to zvyšuje prodej jejich výrobků.
Proces nalévání má vliv na prezentaci piva. Rychlost toku z výčepního kohoutu nebo jiné servírovací nádoby, sklon sklenice a poloha nalévání (uprostřed nebo po straně) do sklenice ovlivňují výsledek, jako je velikost a životnost pěny, šněrování (vzor, který zanechává pěna při pohybu po sklenici během pití piva) a uvolňování oxidu uhličitého. Pivní věž je výčepní zařízení, které se obvykle nachází v barech a hospodách a které se skládá z válce připojeného k chladicímu zařízení na dně piva. Pivo se z pivní věže stáčí do nádoby na pití.

## Konzumace piva

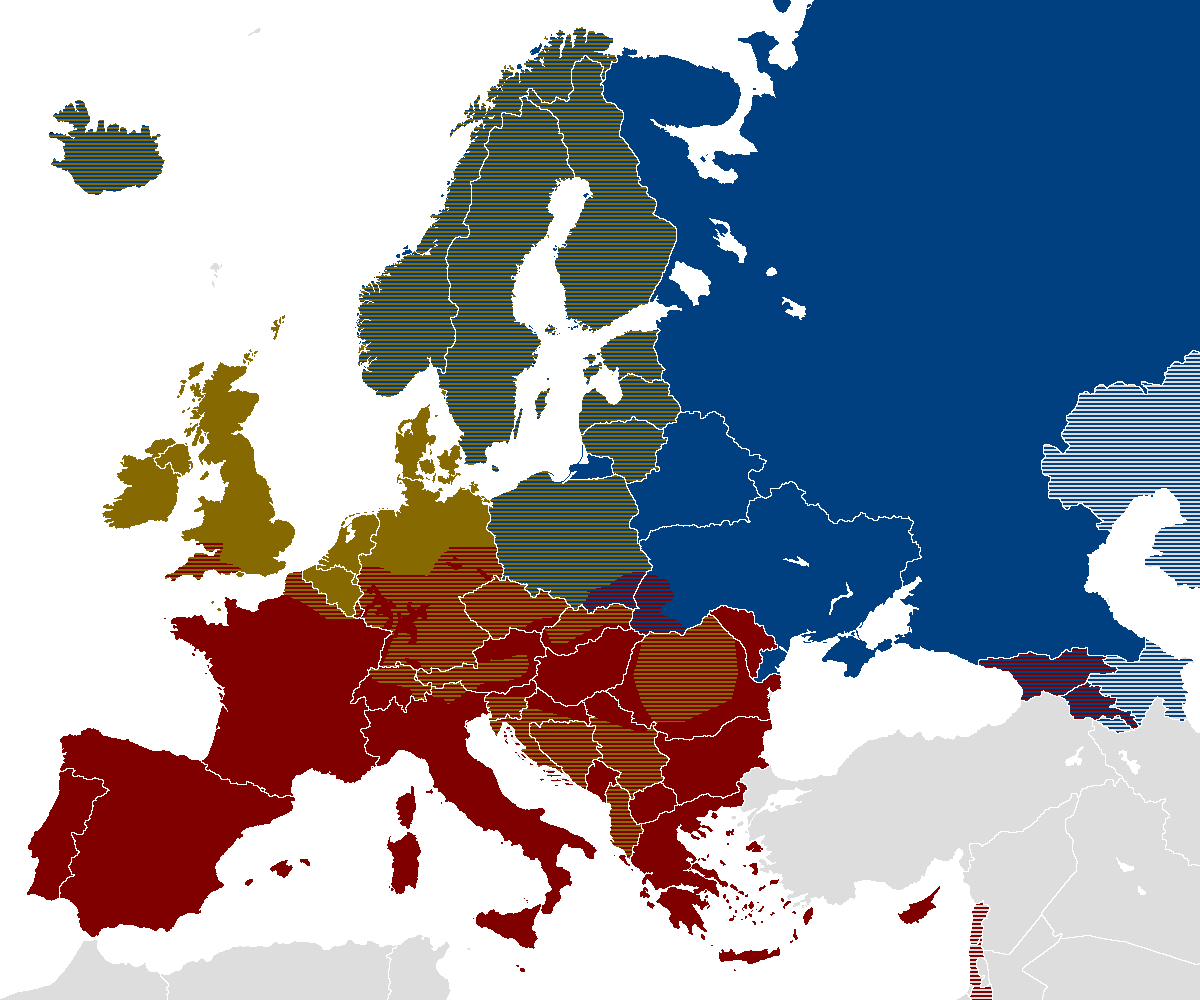
Pásy dle typického druhu alkoholu, které se na daném území konzumuje.
Pás vodky
Pás piva
Pás vína

Mapa světa podle spotřeby piva

Pivo je celosvětově rozšířený nápoj, který se těší velké oblibě hlavně v oblastech střední Evropy, jmenovitě na území Česka, Slovenska, Rakouska a Německa. Dále pak v zemích západní a severní Evropy, jako jsou Dánsko, Belgie, Holandsko, Velká Británie a Irsko.

### Ve světě
Největším celosvětovým producentem piva je Čína, která v roce 2007 vyrobila 470 milionu hektolitrů piva, což odpovídá přibližně 21,1 % světové produkce. Na druhém místě se nachází USA s 232,8 miliony hektolitry, následované Ruskem s 109,8 miliony hektolitry. Nejprodávanějším pivem na světě je holandské pivo Heineken.
Oblíbené je také na území USA, Kanady, Nového Zélandu a Austrálie. Jde často o země, kde převládá protestantství, které nepovažuje víno za krev Krista pomocí transsubstanciace, takže víno nemá podporu (ve středověku převažovala produkce vína mnichy).

### V Česku
Podle českých předpisů se pivem rozumí: pěnivý nápoj vyrobený zkvašením mladiny připravené ze sladu, vody, neupraveného chmele, upraveného chmele nebo chmelových produktů, který vedle kvasným procesem vzniklého alkoholu (ethanolu) a oxidu uhličitého obsahuje i určité množství neprokvašeného extraktu (§ 11 písm. a/ vyhlášky č. 335/1997 Sb.).

#### Zdanění piva
Z daňových zákonů se pivem zabývá především zákon č. 353/2003 Sb. o spotřebních daních, který upravuje v § 80 a násl. spotřební daň z piva. Daň není povinna odvádět osoba, která v domácnosti vaří pivo pro osobní potřebu do 200 litrů za rok a pivo neprodává za podmínky, že to oznámí celnímu úřadu. Zvláštní daňové podmínky jsou stanoveny pro malé nezávislé pivovary. Základem daně je množství piva v hektolitrech, základní daňová sazba za jeden hektolitr a celé procento EPM je 24 Kč. Při prodeji piva se také vedle spotřební daně uplatňuje daň z přidané hodnoty (DPH) podle zákona č. 235/2004 Sb.
V souvislosti s rozdílem české spotřební daně z piva a z vína (vína mají nulovou spotřební daň) navrhl Český svaz malých nezávislých pivovarů prodávat pivo pod názvem sladové víno.

#### Vývoj ceny
Cena piva zažila v 90. letech 20. století značný nárůst. V době komunismu byla průměrná cena piva dlouhodobě až na dvě zdražení téměř neměnná. První z těchto dvou zdražení proběhlo v roce 1965, kdy se cena 10° lahvového piva zvedla z 1,4 Kčs na 1,7 Kčs, a druhé v roce 1984, kdy cena narostla z 1,7 Kčs na 2,5 Kčs. Největší nárůst ceny začal od roku 1992 a trval až do roku 2003, kdy se cena dostala na 8,59 Kč. V následujících letech docházelo k mírnému poklesu ceny až na nejnižší hodnotu k roku 2006. V této době stálo pivo 8,4 Kč.

#### Množství
Česko se drží dlouhodobě na přední pozici v množství vypitého piva na hlavu, které zahrnuje všechny obyvatele Česka včetně kojenců a dětí. Prvenství však před 2. světovou válkou držela Belgie (z důvodu vysokých daní na víno). Například v roce 1931 tam byla spotřeba na jednoho obyvatele 228 litrů. Spotřeba piva však v Belgii neustále klesá, zatímco v Česku se v šedesátých letech 20. století zdvojnásobila. V roce 1980 ještě vedla NSR se 145 litry. V roce 2005 bylo v Česku dosaženo maxima, kdy připadalo na každého obyvatele 163,5 litru piva, o rok později následoval pokles na 159,1 litru. V roce 2023 spadla spotřeba piva v Česku na historické minimum 128 litrů na osobu, což však stále znamená světové prvenství.
Odhaduje se, že 15–20 % se na domácí spotřebě piva podílejí zahraniční turisté.
Česko je 16. největším producentem piva na světě (k roku 2007) s ročním výstavem okolo 19,897 milionu hektolitrů piva a devátým největším celosvětovým vývozcem piva s neustávajícím růstem. Nejvíce vyrábí Plzeňský Prazdroj (Gambrinus, Radegast, Velkopopovický kozel), který ovládá od března roku 2017 japonská pivovarnická společnost Asahi (do roku 2017 SABMiller), pak Staropramen (Molson Coors) a dále Heineken a pak pivovary z Česka.

## Chemismus

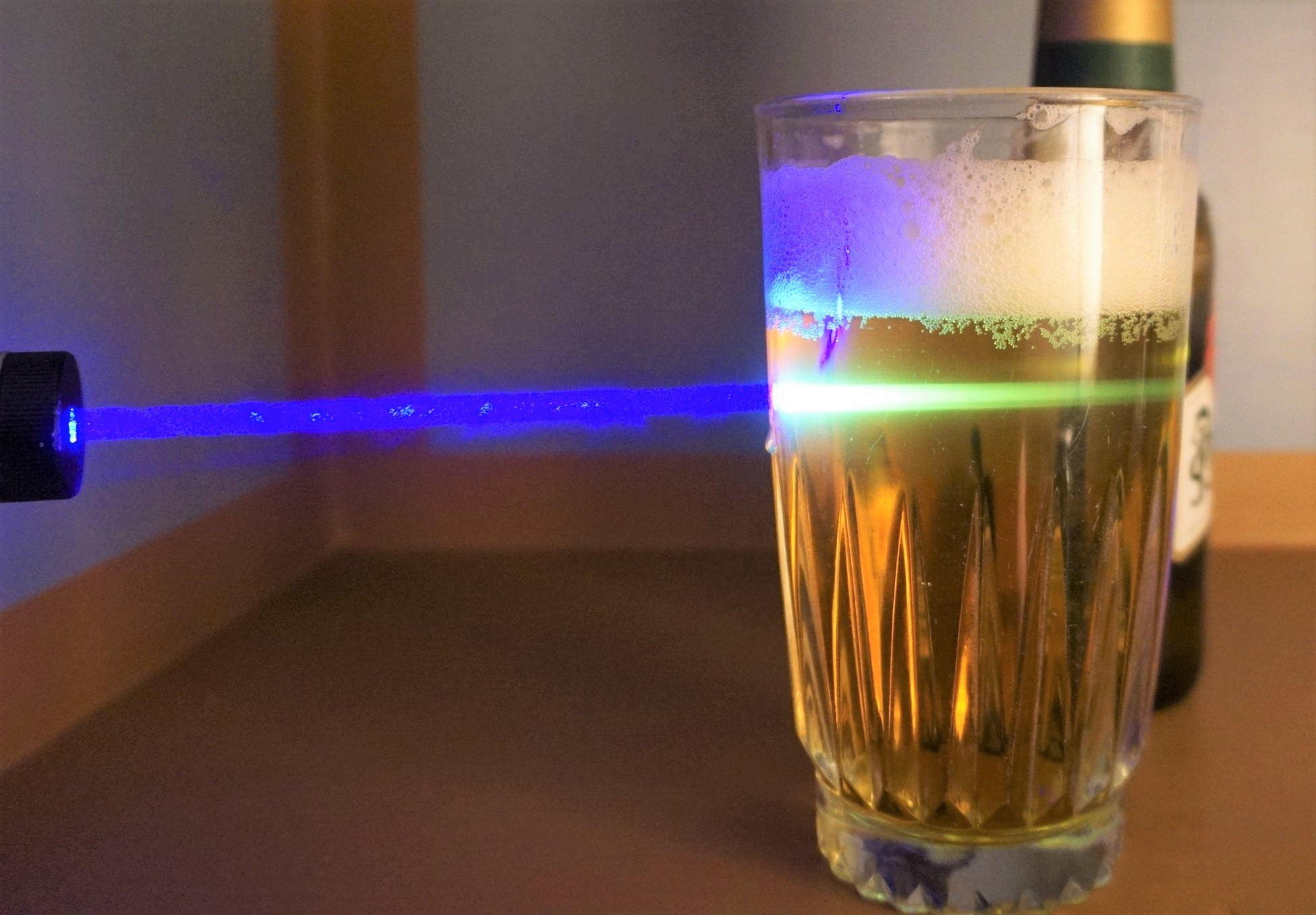
Organické aromatické kyseliny, které se přirozeně vyskytují v pivu, jako je tryptofan, tyrosin a fenylalanin, absorbují modré světlo a při osvětlení laserovým světlem o vlnové délce 450 nm fluoreskují zeleně.

Pivo obsahuje fenolové kyseliny 4-hydroxyfenyloctovou, vanilovou, kávovou, syringovou, p-kumarovou, ferulovou a sinapovou. Pokusy s alkalickou hydrolýzou ukazují, že většina fenolických kyselin je přítomna ve vázané formě a pouze malou část lze detekovat jako volné sloučeniny. Chmel a pivo z něj vyrobené obsahují 8-prenylnaringenin, který je silným fytoestrogenem. Chmel dále obsahuje myrcen, humulen, xanthohumol, isoxanthohumol, myrcenol, linalool, třísloviny a pryskyřici. Alkohol TAA je součástí pivovarského chmele.
Ječmen ve formě sladu vnáší do piva kondenzované třísloviny prodelfinidiny B3, B9 a C2. Tryptofol, tyrosol a fenyletanol jsou aromatické vyšší alkoholy, které se v pivu vyskytují jako sekundární produkty alkoholového kvašení (produkty známé také jako kongenery) bakterií Saccharomyces cerevisiae.

## Společnost a kultura

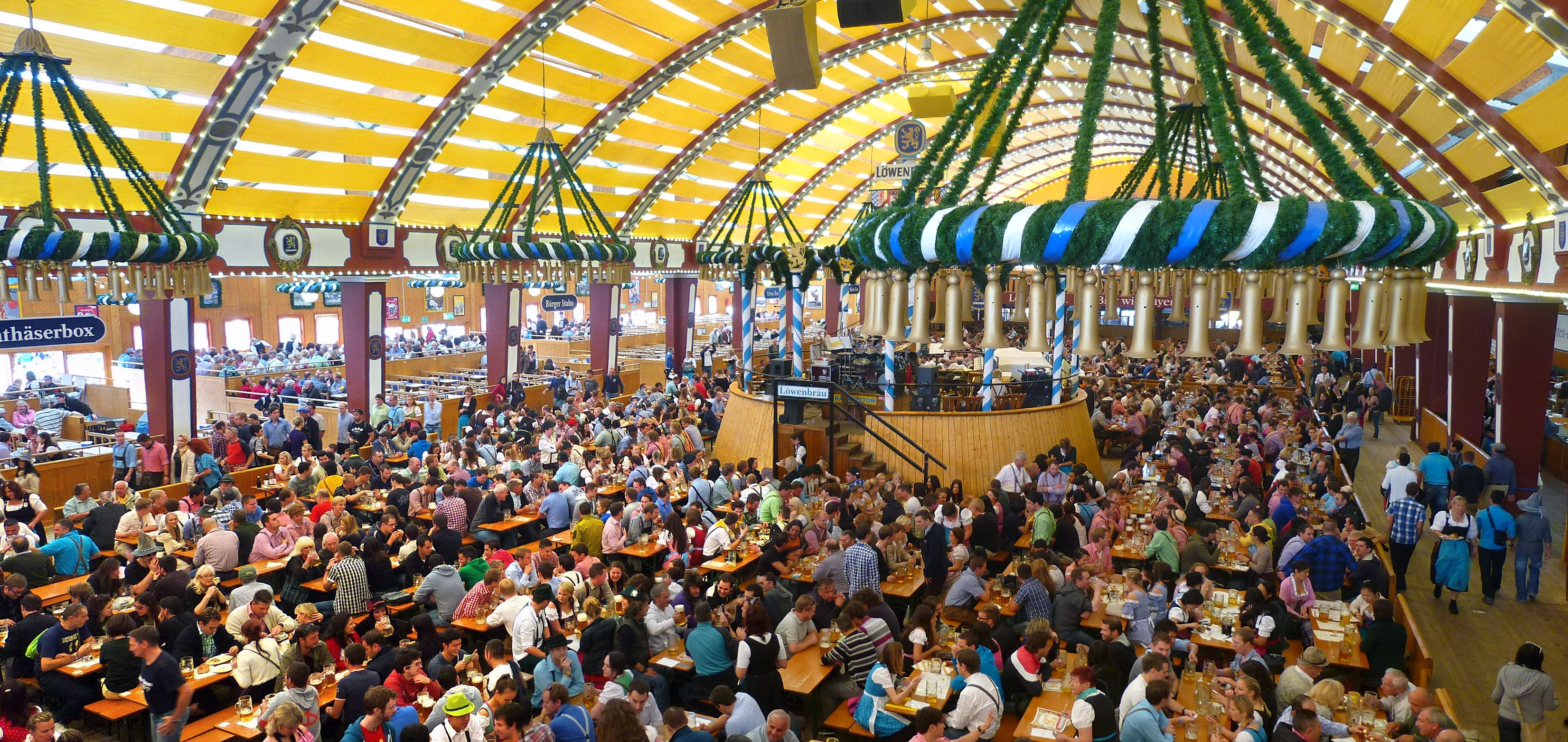
Stan na Oktoberfestu v německém Mnichově. Tato akce je známá jako největší pivní festival na světě.

V mnoha společnostech je pivo nejoblíbenějším alkoholickým nápojem. S pitím piva jsou spojeny různé společenské tradice a aktivity, například hraní karet, šipek nebo jiných hospodských her, účast na pivních slavnostech, zythologie (studium piva), návštěva řady hospod během jednoho večera, návštěva pivovarů, turistika zaměřená na pivo nebo hodnocení piva. Oblíbené jsou také hry na pití, jako je například beer pong. Své příznivce si získalo dokonce i pití "sprchového piva". Poměrně novou profesí je pivní sommeliér, který informuje návštěvníky restaurací o kombinaci piva a jídla. Některé pivovary vyvinuly piva, která se snoubí s jídlem.
Pivo je v mnoha společnostech považováno za společenské mazivo a konzumuje se v zemích po celém světě. Pivovary existují i v některých zemích Blízkého východu, například v Sýrii, a v některých afrických zemích. Prodej piva je čtyřikrát vyšší než prodej vína, které je druhým nejoblíbenějším alkoholickým nápojem.
Studie publikovaná v časopise Neuropsychopharmacology v roce 2013 odhalila zjištění, že samotná chuť piva může vyvolat dopaminovou aktivitu v mozku účastníků mužského pohlaví, kteří se v důsledku toho chtějí více napít. Studie se zúčastnilo 49 mužů, kteří byli podrobeni skenování pozitronovou emisní tomografií, zatímco jim počítačem řízené zařízení rozprašovalo na jazyk nepatrné množství piva, vody a sportovního nápoje. V porovnání s chutí sportovního nápoje chuť piva výrazně zvýšila chuť účastníků pít. Výsledky testů ukázaly, že chuť piva vyvolávala uvolňování dopaminu, i když obsah alkoholu ve střiku nebyl dostatečný k tomu, aby se člověk opil.

## Příbuzné nápoje
Na celém světě existuje mnoho tradičních a starodávných nápojů na bázi škrobu, které jsou označovány také jako pivo. V Africe se vaří různá tradiční piva z čiroku nebo prosa, například Oshikundu v Namibii nebo Tella v Etiopii. V Kyrgyzstánu se také vaří pivo z prosa; je to nízkoalkoholický nápoj, který se trochu podobá kaši, a jmenuje se "Bozo". V Bhútánu, Nepálu, Tibetu a Sikkimu se proso používá také při výrobě čangu, ve východním Himálaji oblíbeného polofermentovaného nápoje z rýže a prosa. Dále na východ se v Číně vyskytují chuang-ťiou (rýžové víno) a čchou-ťiou – tradiční nápoje na bázi rýže příbuzné pivu.
V Andách v Jižní Americe se vyrábí čiča z naklíčené kukuřice, zatímco domorodí obyvatelé Brazílie mají cauim, tradiční nápoj vyráběný od předkolumbovských dob žvýkáním manioku, takže enzym (amyláza) přítomný v lidských slinách dokáže rozložit škrob na zkvasitelné cukry; podobně jako peruánské masato.
Některá další piva, která se vyrábějí z chleba, což souvisí s nejstaršími formami piva, jsou finské sahti, ruský a ukrajinský kvas a súdánská bouza. Před 4 000 lety se kvašený chléb používal v Mezopotámii. Aktivisté bojující za plýtvání potravinami se těmito starověkými recepty inspirovali a zbytky chleba používají jako náhradu třetiny sladového ječmene, který by jinak použili na vaření jejich piva.

## Dopady na zdraví
Systematický přehled a metaanalýza z roku 2016 zjistily, že umírněná konzumace alkoholu nezvyšuje úmrtnost ve srovnání s celoživotní abstinencí alkoholu. Některé studie dospěly k závěru, že pití malého množství alkoholu (méně než jeden nápoj u žen a dva u mužů, denně) je spojeno se sníženým rizikem srdečních onemocnění, mrtvice, cukrovky a předčasného úmrtí. Některé z těchto studií spojily bývalé konzumenty alkoholu a celoživotní abstinenty do jedné skupiny nepijáků, což skrývá zdravotní přínosy celoživotní abstinence alkoholu. Naopak Národní monitorovací středisko pro drogy a závislosti České republiky uvádí, že: „Riziko negativních důsledků znamená jakákoliv dávka alkoholu. Žádnou dávku alkoholu tedy nelze doporučit jako prospěšnou či považovat za bezpečnou.“
Dlouhodobé zdravotní účinky nepřetržité, mírné nebo silné konzumace alkoholu zahrnují riziko vzniku alkoholismu a alkoholického onemocnění jater. Alkoholismus, známý také jako „porucha způsobená užíváním alkoholu“, je široké označení pro jakékoli pití alkoholu, které vede k problémům. Dříve se dělil na dva typy: zneužívání alkoholu a závislost na alkoholu. V lékařském kontextu se o alkoholismu hovoří, pokud jsou přítomny dvě nebo více z následujících podmínek: osoba pije velké množství po dlouhou dobu, má potíže s omezením, získávání a pití alkoholu jí zabírá mnoho času, alkohol je silně žádoucí, užívání vede k neplnění povinností, k sociálním problémům, ke zdravotním problémům, k rizikovým situacím, při přestání dochází k odvykání a s užíváním se objevila tolerance k alkoholu.  Alkoholismus zkracuje průměrnou délku života přibližně o deset let; užívání alkoholu je např. třetí nejčastější příčinou předčasných úmrtí ve Spojených státech amerických. Žádná profesní lékařská asociace nedoporučuje, aby lidé, kteří nepijí alkohol, začali pít alkoholické nápoje. Ve Spojených státech amerických se předpokládá, že celkem 3,3 milionu úmrtí ročně (5,9 % všech úmrtí) je způsobeno alkoholem.
Má se za to, že hlavní příčinou pivního břicha je spíše přejídání a nedostatečný svalový tonus než konzumace piva. Studie z roku 2004 však zjistila souvislost mezi nárazovým pitím a pivním břichem. U většiny nadměrné konzumace se však jedná spíše o problém nesprávného cvičení a nadměrné konzumace sacharidů než o samotný produkt. Některé knihy o výživě uvádějí, že pivo má nežádoucí vysoký glykemický index 110, tedy stejný jako maltóza; maltóza v pivu však při kvašení prochází metabolismem kvasinek, takže pivo se skládá převážně z vody, chmelových silic a jen stopového množství cukrů, včetně maltózy. V případě piva se však jedná o nadměrnou konzumaci sacharidů.